# ラインハルト・ハイドリヒ
ラインハルト・トリスタン・オイゲン・ハイドリヒ（ドイツ語: Reinhard Tristan Eugen Heydrich, 1904年3月7日 - 1942年6月4日）は、ナチス・ドイツの高官。国民社会主義ドイツ労働者党（ナチス）の組織・親衛隊（SS）においてゲシュタポ長官および親衛隊諜報部（SD）長官を務めた他、ドイツ海軍・空軍軍人でもあった。親衛隊での最終階級は親衛隊大将（SS-Obergruppenführer）および警察大将（General der Polizei）。軍人としての最終階級は空軍少佐、海軍中尉。
国家保安本部（RSHA）の事実上の初代長官。ドイツの政治警察権力を一手に掌握し、ハインリヒ・ヒムラーに次ぐ親衛隊の実力者となった。ユダヤ人問題の最終的解決計画の実質的な推進者であった。その冷酷さから親衛隊の部下たちから「金髪の野獣（Die blonde Bestie）」と渾名された。戦時中にはベーメン・メーレン保護領（チェコ）の統治にあたっていたが、連合国が秘密裏に送り込んだチェコ人およびスロバキア人部隊により暗殺された（エンスラポイド作戦）。

## 経歴

### 前半生
ラインハルト・トリスタン・オイゲン・ハイドリヒは、1904年3月7日午前10時30分頃、ドイツ帝国の領邦プロイセン王国ザクセン州（Provinz Sachsen）の都市ハレのマリエン通り（Marienstraße）21番地に生まれた。ライプツィガー塔に近い場所である。
父は音楽家リヒャルト・ブルーノ・ハイドリヒ。母はザクセン王国のドレスデンの宮廷で宮廷顧問官をしていた音楽研究者ゲオルク・オイゲン・クランツ教授（Georg Eugen Krantz）の娘、エリーザベト・マリア・アンナ・アマリア・クランツ（Elisabeth Maria Anna Amalia Kranz）。
1904年10月6日に聖フランツィスクス・ウント・エリーザベト教会（St. Franziskus und St. Elisabeth）において洗礼を受けた。ハレの貴族エルンスト・フォン・エーベルシュタイン男爵（Ernst Freiherr von Eberstein）が代父であった。
「ラインハルト」の名前はブルーノが作曲したオペラ『アーメン』（Amen）の主人公の名前から付けられた。また「トリスタン」の名はリヒャルト・ワーグナーのオペラ『トリスタンとイゾルデ』の主人公の名前から付けられ、「オイゲン」の名はエリーザベトの父の名前から付けられた。愛称は「ライニ」（Reini）。
ブルーノとエリーザベトの間には既に1901年に姉マリア（Maria Heydrich）が生まれていた。さらに1905年には弟ハインツ・ジークフリート（Heinz Siegfried Heydrich）が誕生した
父ブルーノは貧しい木工職人の息子で、当初はダンサーとしてデビューしていた。しかしダンサーとしては二流か三流の人物であった。その後、作曲家となり、オペラ『アーメン』で大きな成功を収めた。さらにエリーザベトとの結婚を通じて上流階級へ顔を出すようになった。ラインハルトが生まれた頃にはブルーノはハレ音楽学校を創設してその校長となっていた。ブルーノはエリーザベトに頭が上がらず、彼女の求めで元々福音派だった信仰をカトリックに変えている。ラインハルトも母エリーザベトから厳格なカトリック教育を受けた。しかし母の期待に反してラインハルトは後に反カトリックになった。またキリスト教自体も好きではなかった。
父ブルーノにはユダヤ人であるという噂があった。ブルーノの母エルネスティーネがグスタフ・ロベルト・ズュース（Gustav Robert Süss）（ズュースはユダヤ人によく見られる姓）という男と再婚したためである。実際にはグスタフ・ズュースはユダヤ人ではなく、またズュースとブルーノに血のつながりはないが、エルネスティーネが「ズュース＝ハイドリヒ」の姓をしばしば使い、また音楽年鑑などにもブルーノについて「ブルーノ・ハイドリヒ、本名ズュース」などと記載されたため、この噂はもっともらしく聞こえた。ラインハルトは後々までこの噂を政敵に利用され、噂を消し去ろうと躍起になった。ヒトラーの要求で行われた1932年6月22日の系譜学者アヒム・ゲルケ博士の調査によると「ハイドリヒはドイツ系であり、有色人種およびユダヤ人種の血の混入はない」と鑑定された。これでナチ党内での彼のユダヤ人疑惑は公式に片づけられたが、その後も噂は消えなかった。そのためハイドリヒは自らをユダヤ系と噂をする者を次々と告訴した。
1907年、ブルーノは、ヴィルヘルム2世（ドイツ皇帝、プロイセン国王）の48歳の誕生日のためのオペラを作る名誉を与えられ、オペラ『平和』（Frieden）を作曲し、マインツで上演された。ブルーノの音楽家としての経歴はこの頃に絶頂を極めた。
ブルーノの音楽学校の生徒数は1901年には20人だったが、1904年には134人、1912年の最盛期には400人に達していた。ブルーノが雇い入れた教師の数も1902年には6人だったのが、1914年には常設教師26人と臨時教師9人になっていた。
ラインハルトも父の教育で幼いころより音楽をたしなみ、やがてヴァイオリンの名手となった。
1914年にハイドリヒは、カトリック系のハレ王立実科ギムナジウムへ入学した。入隊できる年齢ではなかったため、第一次世界大戦には出征していない。しかし大戦中にはすでに民族主義的な思想を持ち、人種差別主義者であったという。
ドイツ革命によるドイツ帝国の崩壊と第一次世界大戦敗戦の混乱でドイツにインフレが襲い、ハイドリヒ家は経済的に困窮するようになった。
1919年にハイドリヒは15歳にしてゲオルク・メルカー（Georg Maercker）少将率いるドイツ義勇軍に参加している。民族主義団体「ドイツ民族防衛同盟」（Deutschvölkischer Schutz- und Trutzbund）にも所属し、反ユダヤ主義的思想に影響された。

### 海軍軍人
アビトゥーアを修了後、1922年3月30日に18歳でドイツ海軍（Reichsmarine）へ入隊した。はじめキールの海軍工廠で勤務していたが、その後、ブランデンブルク級戦艦「ブランデンブルク」（SMS Brandenburg）と練習帆船「ニオベ」（Segelschulschiff Niobe）での勤務を経て、1923年7月から1924年3月末にかけてブレーメン級小型巡洋艦「ベルリン」（SMS Berlin）に勤務した。
この時期に後にアプヴェーア（国防軍諜報部）司令官となるヴィルヘルム・カナリス（当時は海軍大尉）と出合った。後にカナリスとハイドリヒは同じ諜報部の長官として敵対関係になるが、この頃のハイドリヒはヴァイオリンの奏者としてよくカナリスのキールの自宅の演奏会に招かれており、二人は大変親密な間柄であったという。
「ベルリン」での勤務を終えた後の1924年4月1日に上級海軍士官候補生（Oberfähnrich zur See）となり、フレンスブルク近くのミュルヴィック海軍士官学校（Marineschule Mürwik）で将校としての訓練を受けた。1926年春には上級海軍士官候補生としてドイッチュラント級戦艦「シュレスヴィヒ・ホルシュタイン」に勤務した。
1926年10月1日に海軍少尉（Leutnant zur See）に任官し、キールのバルト海海軍基地に通信将校として勤務した。1928年には海軍中尉（Oberleutnant zur See）に昇進している。
1930年にフェーマルン島出身のリナ・フォン・オステン（Lina von Osten）と婚約した。
ハイドリヒは語学に堪能で海軍時代に英語・フランス語・ロシア語の試験に合格している。
このことで有能な将校と目されるようになっていったが、同僚とはほとんど打ち解けなかったという。ハイドリヒは、その北方人種的な外見から海軍内で「金髪のジークフリート」（ジークフリートとは、ドイツの英雄叙事詩『ニーベルンゲンの歌』の主人公）と呼ばれていたという。一方で海軍時代にも彼がユダヤ系だという噂があり、「金髪のモーセ」ともあだ名されていたという。
周囲から将来を嘱望されていたハイドリヒだったが、1931年5月、海軍中佐待遇の軍属の娘との交際のもつれから軍法会議にかけられ、海軍を不名誉除隊する。
その軍属はエーリヒ・レーダー提督の姻戚であったという。
このため、彼は親衛隊高官に昇進後も海軍総司令官のレーダーとは不仲であったと言われ、和解を申し入れられても拒否したという。

### ナチス親衛隊

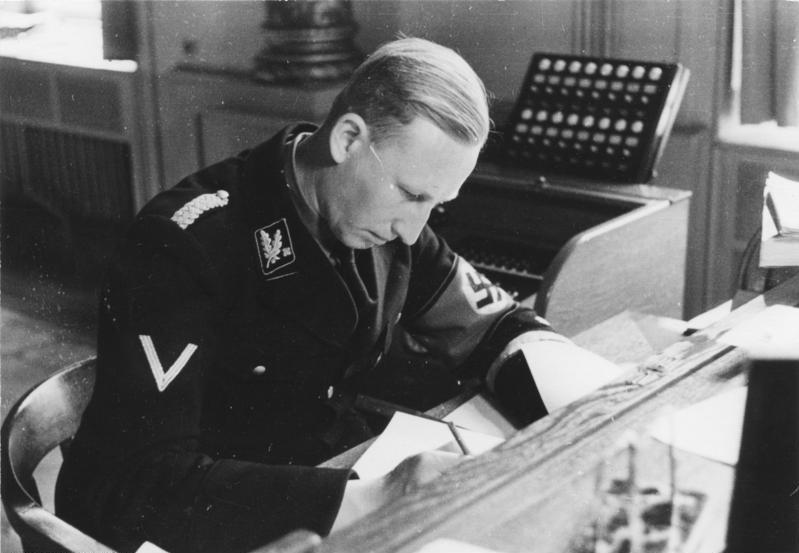
バイエルン州政治警察部長時代のハイドリヒ親衛隊少将（当時）。1934年、バイエルン州警察の執務室で

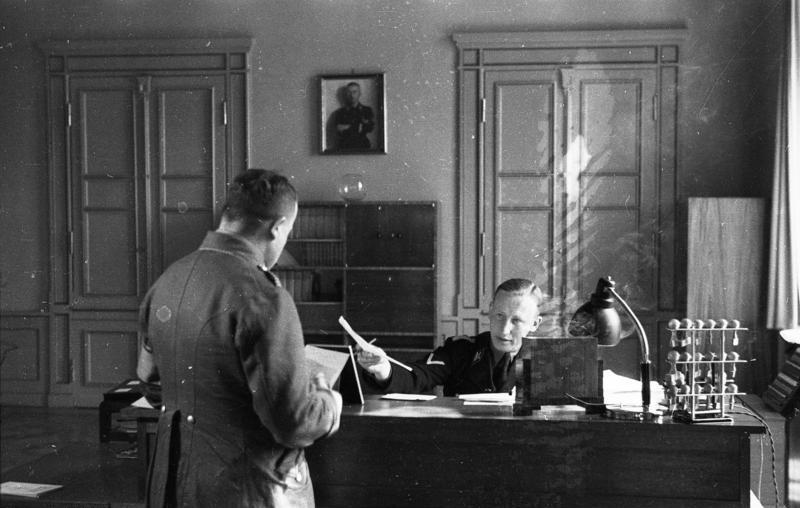
同上。書類を渡されている人物は部下のアルフレート・ナウヨックス。

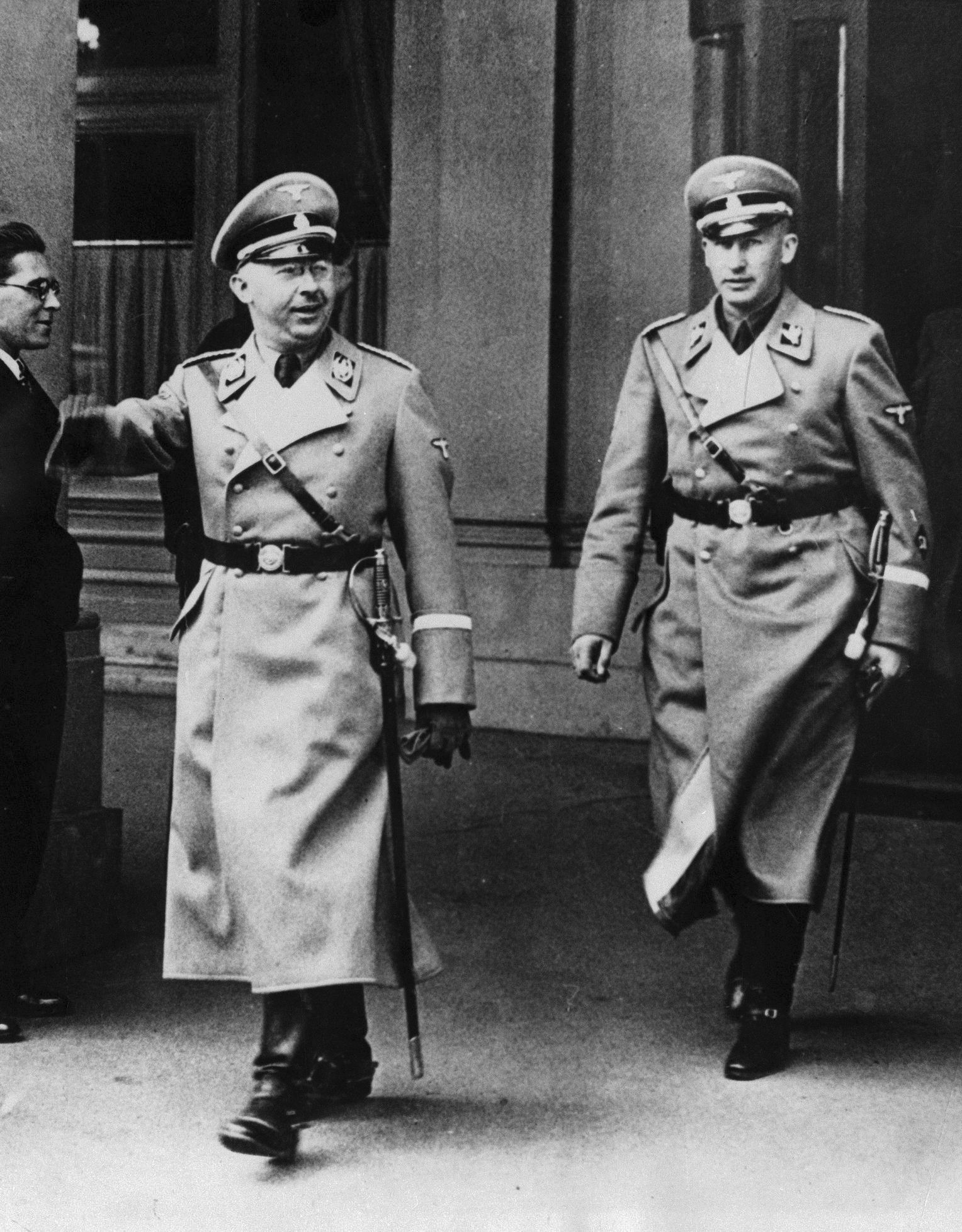
1938年、ハイドリヒ（右）とヒムラー（左）

海軍除隊後、ハイドリヒは親衛隊上級大佐フリードリヒ・カール・フォン・エーベルシュタイン男爵（ハイドリヒの代父エルンスト・フォン・エーベルシュタイン男爵の息子）の推薦をうけて、1931年6月14日に親衛隊全国指導者ハインリヒ・ヒムラーの面接を受ける機会を得た。しかしヒムラーとハイドリヒの出会いは偶然のものであった。この頃のヒムラーは親衛隊内に情報部を設置することを考えており、そのため「情報将校（Nachrichtendienstoffizier）」の経歴のある者を求めていたのだが、ヒムラーとエーベルシュタインは、ハイドリヒの「通信将校（Nachrichtenoffizier）」の経歴をこれと混同したのであった。
ヒムラーは面接の際に20分の時間を与えてハイドリヒに親衛隊情報部の組織の構想を書かせ、その出来に満足した。またハイドリヒが金髪碧眼の長身という北方人種の容姿であったこともヒムラーを満足させた。ヒムラーはハイドリヒの採用を即決し、ハンブルクからナチ党の本部があるミュンヘンへ移住の準備をするよう求めた。
ハイドリヒは、海軍の解任が法的に有効になった1931年5月31日の翌日6月1日付けで国民社会主義ドイツ労働者党（ナチ党）に入党し（党員番号544,916）、さらに7月14日にハンブルクの親衛隊（SS）に配属された（親衛隊隊員番号10,120）。親衛隊内にIC課（SDの前身）が設置され、1931年8月末のミュンヘンのナチス党本部「褐色の家」（Braunes Haus）で行われた親衛隊幹部の会議にはIC課の将来の指導者の資格ですでに参加している。10月5日にハンブルクの党本部にミュンヘンの「褐色の家」から「党員ラインハルト・ハイドリヒ、党員番号544,916。右の者は本年10月より親衛隊全国指導者の高級幕僚として独自の資格で行政事務を担当する。」との辞令が下りた。IC課の課長は名目上ヒムラーの兼務であったが、実質的運営はすでにハイドリヒに委ねられていた。しかし発足当時のIC課は弱小組織であり（親衛隊自体も大した規模ではなかった）、「褐色館」の4階の狭い部屋を事務所として、ハイドリヒの妻リナが長官秘書をつとめ、部下は3人だけという状態だった。
当時のハイドリヒに党から支払われていた給料も180ライヒスマルク程度だった。
しかしハイドリヒは精力的に働いた。ナチ党のライバルであるドイツ共産党、ドイツ社会民主党、中央党、ドイツ国家人民党などを執拗に調査し、また党内でも突撃隊の過激派など党首アドルフ・ヒトラーの邪魔になりうる者に対しては徹底的な調査を行い、党内外の政敵を索引カードにする作業に没頭した。
ハイドリヒの索引カードには政敵の様々な情報が記載されており、ヒムラーも彼のことを「生まれながらの諜報家」「生きた索引カードで、すべての糸を集め、それを編み直すことができる頭脳」と評したという。
ハイドリヒの組織は急速に拡大され、ナチス党の各支部に地方機関が設けられるようになっていった。1932年7月19日、親衛隊大尉の時に正式にSDの長官に任じられた。
1933年1月30日にヒトラーは、パウル・フォン・ヒンデンブルク大統領より首相に任命され、ナチ党政権が誕生した。しかしヒムラーやハイドリヒには政府の重要な役職は何も回されなかった。3月9日にバイエルン州政府がナチス党の突撃隊と親衛隊に制圧されるとようやくヒムラーがミュンヘン警察長官に任命された。
これに伴ってハイドリヒも3月21日にミュンヘン警察政治局長に任命された。ハイドリヒは後に「1933年にナチ党が国政の指導を引き受けたとき、自分たちにとって、国家の敵を撲滅する最重要手段の一つが警察組織でなければならないということははっきりしていた。」と回想している。
4月1日にはヒムラーがバイエルン州警察長官に昇進し、ハイドリヒもバイエルン州政治警察部長となる。バイエルン州法相ハンス・フランクの肝いりでミュンヘン郊外に最初の強制収容所ダッハウ強制収容所を設立させた。また同年春にはプロイセン州内相ヘルマン・ゲーリングと接近してヒムラーから独立的な動きを取るようになっていたベルリンの親衛隊指導者クルト・ダリューゲを鎮撫するためにベルリンへ派遣されている。しかしハイドリヒはダリューゲから面会を拒否された。彼はその後も別ルートでダリューゲと面会しようとしたが、ついにはゲーリング指揮下のゲシュタポ（プロイセン州秘密警察）から脅迫を受けてしまった。ベルリンまで同行していたハイドリヒの妻リナによると、この時、ゲーリングはハイドリヒの逮捕状を用意したという。
結局、ハイドリヒは、ダリューゲとの面会を諦めてミュンヘンへ戻らざるを得なかった。1933年半ば頃までのヒムラーとハイドリヒの権力はバイエルン州に限定されたものでしかなかった。
しかしヒムラーとハイドリヒはバイエルン州では精力的に活動した。1933年代にバイエルン州ではハイドリヒによって1万6900人以上が「保護拘禁」されている。
この活躍は内相ヴィルヘルム・フリックの耳に入り、1933年10月から1934年初めにかけてヒムラーはフリックからバイエルン州の除くドイツ各州の政治警察を次々と任された。そのため1934年1月までにヒムラーとハイドリヒの警察権力はゲーリングの支配するプロイセン州をのぞいてすべてに及ぶようになった。
また並行してヒムラーとハイドリヒは、プロイセン州秘密警察ゲシュタポの指揮権を手に入れるため、ゲーリング配下のゲシュタポ局長（Leiter des Geheimen Staatspolizeiamtes）ルドルフ・ディールスを陥れようとしていた。1933年9月末にはヒンデンブルク大統領に讒言して一時ディールスをゲシュタポ局長の座から失脚させることに成功した。
度重なる親衛隊からの圧力に加え、ゲーリング自身もエルンスト・レーム以下突撃隊幹部への対抗のため親衛隊と共同戦線を必要としていたことなどから、1934年4月20日、ゲーリングはヒムラーを「ゲシュタポ統監及び長官代理（Inspekteur und stellvertretender Chef der Geheimen Staatspolizeiamts）」に任じて実質的な指揮権を引き渡すこととなった。
その二日後にハイドリヒはヒムラーからディールスに代わるゲシュタポ局長に任じられ、その実質的指揮を委ねられた。二人はミュンヘンから首都ベルリンのプリンツ・アルブレヒト街8番地のゲシュタポ本部へ移動することとなった。
ゲシュタポを抑えたことでいよいよヒムラーとハイドリヒの政治警察権力はドイツ全域に及ぶこととなった。
1934年6月9日の法令により、SDはナチス党内で唯一の諜報機関と認められ、同年同月末の長いナイフの夜の粛清の際には主導的地位を果たすこととなった（詳しくは後述）。
この粛清での活躍により地位を高めたハイドリヒはSDの拡大と人材発掘に励んだ。やがてSDは3,000人の諜報員を有する一大諜報組織となった。この時期にハイドリヒが人材発掘した者にオットー・アドルフ・アイヒマンやヴァルター・シェレンベルクがいる。
1936年6月17日の法令でドイツ全州の警察指揮権が正式に中央政府に移され、ヒムラーが全ドイツ警察長官に任じられた。
ヒムラーは、この権限に基づいて6月25日に刑事警察（クリポ）とゲシュタポを統合させて保安警察（ジポ）を新設し、ハイドリヒをその長官に任じた。
ハイドリヒはゲシュタポ局をハインリヒ・ミュラー、刑事警察をアルトゥール・ネーベに委ねた。
1938年、アンシュルス（オーストリア併合）後、オーストリアにあった国際刑事警察委員会（ICPC、インターポール）の本部をベルリンに移動させ、1940年8月からはハイドリヒがICPC総裁に就任している。ICPCの理念は失われ、ハイドリヒが指揮するナチス・ドイツ秘密警察の一つに過ぎなくなっていった。
1939年1月24日にはユダヤ人問題の責任者であるゲーリングの命令でドイツ国内に「ユダヤ人移住中央本部」が開設されることとなり、ハイドリヒがその本部長を兼務した。彼はこの実務をアドルフ・アイヒマンに任せた。ウィーンに組織がつくられ、第二次世界大戦開戦までに20万人のユダヤ人が出国させられている。
ポーランド侵攻の前夜の1939年8月31日、ハイドリヒはポーランドを攻撃する理由を作るためにグライヴィッツ事件を策動した（詳しくは後述）。
ポーランドをほぼ占領し終えた後の1939年9月20日、ハイドリヒは、ヒトラー、ヒムラー、ダンツィヒ大管区指導者アルベルト・フォルスター（Albert Forster）とともにポーランド支配体制構想を検討した。この会議で、
- ポーランドをドイツ領とポーランド総督府領に分割する。
- ドイツ領からはポーランド人とユダヤ人を追放する。
- ポーランドの政治指導者層やインテリ層は弾圧するが労働者層は利用する。
- ユダヤ人はゲットーに隔離する。

といったナチスのポーランド統治の基本方針が決定された。
ハイドリヒは、翌9月21日にポーランドの500人以下のユダヤ人社会を解体させてゲットーに集中させ、またポーランド以外のドイツ支配地のユダヤ人をポーランド総督府領ヘ集めるよう命じた。さらにドイツ国内のジプシー3万人もポーランドへ移住させるよう指示している。

ポーランドのユダヤ人を都市に集め、将来然るべき目的地へと移送するのに備えよ。
—ラインハルト・ハイドリヒ,「Hitler's Hangman: The Life of Heydrich」Robert Gerwarth 

この命令によってユダヤ人を隔離する地域、ゲットーが作られることとなった。ワルシャワのゲットーでは、４平方キロメートルに満たない区域に45万人が押し込められ、十分な食料も与えられず、1日平均100人を超える人々が病気や飢えに苦しみ、死んでいった。
1939年9月27日、ヒムラーの布告により、ハイドリヒの支配下にあるSD（党組織）と保安警察（国家組織）は統合されることとなり、親衛隊内部に「国家保安本部」が立ち上げられ、ハイドリヒはそのトップである本部長に任じられた。
1941年7月31日、ゲーリングから「ユダヤ人問題の最終的解決」（ユダヤ人の絶滅政策）の委任を受け、この権限に基づき、1942年1月20日に各省次官を招集してヴァンゼー会議を主宰し、絶滅作戦を策定した（詳しくは後述）。

### 関与した政治工作
第三帝国の政治警察を一手に掌握するハイドリヒは、様々な政治工作、弾圧、迫害、虐殺に関与した。

#### 長いナイフの夜
1934年6月30日のエルンスト・レームら突撃隊幹部を対象とした粛清（長いナイフの夜）は、ゲーリング、ヒムラー、ハイドリヒの3名が主導してヒトラーに働きかけたものである。
レーム初め突撃隊幹部は、突撃隊をドイツの正規軍とすることを望んでおり、国軍と軋轢を強めていた。ヒトラーは国軍を掌握するためには突撃隊を何とかしなければならないとは考えていたが、レームとは古参幹部で唯一「お前」と呼び合う対等の仲の同士であり、なかなか粛清に踏み切れなかった。そこでハイドリヒは突撃隊謀反の証拠を捏造・流布し、これをヒムラーからヒトラーへ伝えさせ、とうとう彼に粛清の決意を固めさせたのであった。
レームはヒムラーとともにハイドリヒの長男クラウスの代父になっていた。ヒムラーが突撃隊の粛清には賛同しつつもレーム個人については躊躇していたのとは対照的に、ハイドリヒが彼に同情を抱く様子は全くなかった。ハイドリヒは、レームの粛清を親衛隊が突撃隊へ優位を確立するチャンスとしか捉えておらず、ヒムラーを説き伏せて抹殺の決意を固めた。
ハイドリヒは、粛清対象をリストアップする事実上の最高責任者であった。彼はこれに乗じて突撃隊だけではなく、党内外の反対分子をまとめて粛清することを企み、突撃隊以外の人々の名前も次々とリストに加えさせていった。なおハイドリヒは、粛清名簿の中にゲーリングの息のかかった前ゲシュタポ局長ルドルフ・ディールスの名前も加えていたが、それに気づいたゲーリングが猛抗議し、名簿から削除させている。
6月28日夜にヒトラーはバイエルン州のバート・ヴィースゼーで療養中のレームに電話を入れ、突撃隊員が起こした暴力事件について、30日にそちらで会議をしたいので幹部を集めておくようにと指示を出した。ヒトラーは、30日にミュンヘンへ飛び、ヨーゼフ・ディートリヒのライプシュタンダーテ アドルフ・ヒトラーを指揮してレーム達突撃隊幹部の逮捕を自ら行った。突撃隊幹部らが次々と銃殺されていく中でも、ヒトラーはレームだけは助命するつもりでいたが、ヒムラーらが強硬に処刑を主張するのに折れ、最終的に認めさせた。
一方ハイドリヒは、ヒムラーやゲーリングとともにベルリンにあり、同地で粛清の指揮にあたっていた。ゲシュタポやSDの将校を次々と呼びだしては独特な早口の甲高い声で次の命令を繰り返した。「総統命令。レームによる武装蜂起。国家非常事態。直ちに行動せよ」。ベルリンや北ドイツでの粛清は多くがハイドリヒの命令によって行われた。エーリヒ・クラウゼナー、エドガー・ユリウス・ユング、カール・エルンストの殺害などはハイドリヒの命令による。
事件後、ハイドリヒは粛清の功績を認められ、親衛隊中将に昇進した。1934年7月20日には、ヒトラーは親衛隊の功績を賞して突撃隊からの独立を認めている。この事件でハイドリヒは冷酷無比の評判を得、党の古参党員達からも恐れられるようになった。内相ヴィルヘルム・フリックは、「今後、私はヒムラーの入閣を支持することはあり得る。だがどんな場合でも、あの“暗殺者”ハイドリヒだけは入閣させるわけにはいかない」と述べたという。

#### ブロンベルク・フリッチュ事件

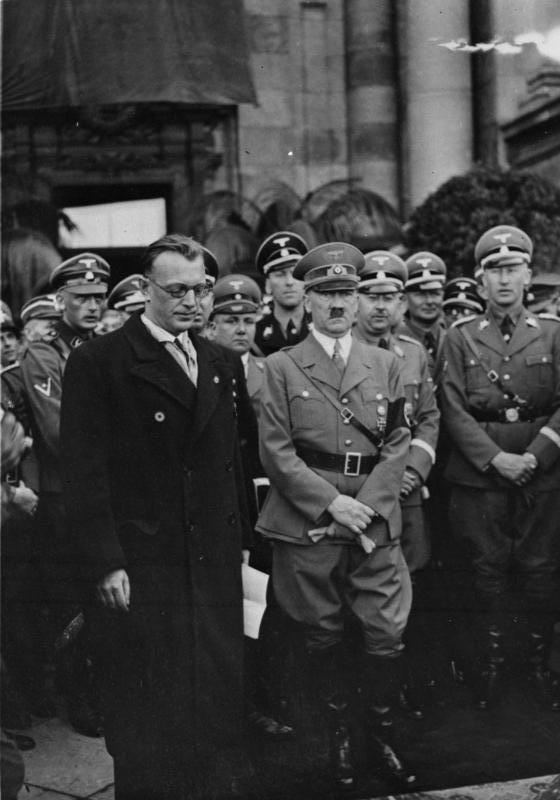
ヒトラー（中央）、ヒムラー（ヒトラーの右後方）、ハイドリヒ（右端）。ヒトラーの左の非軍服の人物はアルトゥール・ザイス＝インクヴァルト。1938年3月15日、オーストリアのウィーン。

ヒトラー内閣の国防相ヴェルナー・フォン・ブロンベルクと陸軍総司令官ヴェルナー・フォン・フリッチュは、イギリスとフランスの中立が担保されない限り、戦争による領土拡大には慎重であるべきという立場であった。そのため冒険的対外政策を推進するヒトラーやゲーリングとはしばしば対立した。
ハイドリヒは、オーストリア併合の計画を前にブロンベルクとフリッチュの二人を失脚させるための工作を開始した。
1938年1月、ブロンベルク国防相の再婚した妻エルナが実は売春婦でありポルノ写真を撮っていた、というスキャンダルが発生した。エルナが1974年に語ったところによるとこの際に証拠とされたポルノ写真はハイドリヒが修正技術者の部下に作らせた合成写真であったという。
またブロンベルクの疑惑と同時にフリッチュには同性愛者疑惑が浮上した。ゲシュタポの同性愛取り締まりの担当ヨーゼフ・マイジンガーがフリッチュが同性愛者であるという調書を作成し、ヒトラーに提出した。
結局、この疑惑が原因でブロンベルクとフリッチュは2月上旬に解任されることとなった（ブロンベルク罷免事件）。邪魔者を消したヒトラーは、3月14日にドイツ軍をオーストリアに進軍させ、オーストリア併合を達成した。

#### 対外工作
ハイドリヒとその部下の工作員たちは国外での政治工作にも多数関与している。有名な物に以下の物がある。

##### 赤軍大粛清
ソ連の独裁者ヨシフ・スターリンによって行われたミハイル・トゥハチェフスキーら赤軍幹部を対象とした粛清事件（大粛清）にハイドリヒは少なからず関与した。1936年12月5日、ハイドリヒはソ連の秘密警察NKVDとの間の二重スパイ（フランス在住の元ロシア白軍将軍）ニコライ・スコブリンとプリンツ・アルブレヒト街の事務所において面会した。スコブリンは「モスクワの確かな情報筋」からの情報としてトゥハチェフスキーやヤン・ガマルニク、イオナ・ヤキールら赤軍幹部がスターリンに対するクーデタを計画中であるという情報を告げた。
数日後、ハイドリヒはSD幹部を招集し、この件についての会議を行った。ハイドリヒやシェレンベルクは、トゥハチェフスキーらを粛清させて赤軍が弱体化するよう工作することを提案した。一方、エーリヒ・ヤーンケ（de:Erich Jahnke）親衛隊大尉は、スコブリンの素性を疑い、ソ連の偽情報の可能性ありとしてハイドリヒに慎重な行動を求めた。しかしハイドリヒはこれに激怒し、ヤーンケを出勤停止処分にし、ヒムラーとヒトラーの同意を得た上で工作活動を強行した。
SD東方課課長のヘルマン・ベーレンツ（Hermann Behrends）親衛隊中佐が赤軍高官の署名が入った文書を探し集め、アルフレート・ナウヨックス親衛隊大尉らが偽造文書の作成を行った。彼らは1937年2月初めまでにはすべての作業を完了させ、ハイドリヒに偽造文書を提出した。
ハイドリヒは、1937年4月にはこの偽造文書をチェコスロバキアの親ソの大統領エドヴァルド・ベネシュに入手させた。ベネシュはただちにソ連の駐プラハ公使アレクサンドロフスキーにこれを伝え、アレクサンドロフスキーからモスクワに伝わった。
スターリンの粛清の意志決定に際してこの偽造文書が影響を与えたかどうかは不明であるが、5月下旬にはトゥハチェフスキーやヤキールらは逮捕され、6月に処刑された。
その後、ソ連では赤軍大粛清が吹き荒れ、大佐以上の高級将校65%が粛清された。
ハイドリヒは、これを自分の工作活動の成果としてカナリス提督率いるアプヴェーア（国防軍諜報部）を出し抜いたと得意げに触れまわった。この一件以来、アプヴェーアとSDの反目は決定的になったといわれている。
なおこの両諜報機関の争いはハイドリヒ存命中には勝負がつかなかったが、1944年7月20日のヒトラー暗殺未遂事件でカナリスが処刑されたことでアプヴェーアはSDの傘下となり、SDの勝利で終わった。

##### グライヴィッツ事件
1939年8月にヒトラーは、ポーランド侵攻の意思を固め、ヒムラーとハイドリヒに開戦口実を作るための偽装工作を命じた。こうして計画されることとなるのが「ヒムラー作戦」と名付けられたグライヴィッツ事件であるが、この計画の立案者もハイドリヒであった。
その計画とは、自分の部下にポーランド国境に近いグライヴィッツのラジオ局をポーランド軍人に成り済ましたうえで占拠させ、ポーランド語でドイツとの開戦を煽る声明を放送させる計画であった。また強制収容所の囚人を殺害してその死体にポーランド軍服を着せて現場に置き残し（死体は「缶詰」と呼ばれた）、襲撃犯たちが死んだと見せかける事も計画された。この計画は8月初めにヒトラーの了承を得て実行に移されることとなった。
早速ハイドリヒは、SD外務局長ハインツ・ヨストにポーランド兵の軍服を、保安警察ゲシュタポ局長ハインリヒ・ミュラーに強制収容所から「缶詰」を調達するよう命じた。さらにグライヴィッツ放送局襲撃実行部隊の指揮官としてアルフレート・ナウヨックスを任じた。
ヒトラーは計画実行を8月26日午前4時30分と定めていたが、この計画がイギリスに漏れ、イギリスは8月25日午後にポーランドと相互援助協定を結ぶことを決定した。これを聞いたヒトラーが急遽、作戦中止を命令したため、ハイドリヒも国境付近で待機していたナウヨックスらに電話で中止を命令。作戦は一時延期された。
しかし、ヒトラーは再度ポーランド侵攻の日を9月1日午前4時45分に決定。これを受けてハイドリヒは8月31日午後4時にナウヨックスに電話を入れて「祖母が死んだ」という暗号による作戦開始の指令を出した。ナウヨックスらは午後8時少し前、ラジオ局に突入して銃を乱射し、拳銃の銃身で局員たちを殴打した。ラジオ局を制圧すると「結束してドイツ人を一人残らず叩き潰せ」などとラジオ放送してポーランド国民を扇動した。
4分間ほど放送したのち、ナウヨックスは、ミュラーから渡された「缶詰」を置き残して、撤収命令を出して去っていった。
翌日、アドルフ・ヒトラーは「ポーランド軍」によるグライヴィッツ放送局の攻撃を批判。いまやドイツとポーランドは戦争状態に入ったとしてポーランドとの戦争を国会において宣言したのであった。

##### フェンロー事件
第二次世界大戦開戦後の1939年11月8日、ヒトラーは、ビアホール「ビュルガーブロイケラー」(Bürgerbräukeller)でミュンヘン一揆16周年記念演説を行った。しかしヒトラーが退席した後、時限爆弾が爆発し、7人が死亡し、63人が負傷した。
実行犯としてゲオルク・エルザーが逮捕されるが、ハイドリヒは、背後に敵国イギリスの工作員がいると睨み、翌11月9日にシェレンベルク、クノッヘン、ナウヨックスに命じてオランダのフェンローにいるイギリス軍の諜報員ペイン・ベスト（Payne Best）大尉とリチャード・スティーブンス（en:Richard Henry Stevens）少佐の二名を拉致させている（フェンロー事件）。
シェレンベルクが反ナチ派に成り済ましてペイン・ベストとスティーブンスに接触し、ナウヨックスが銃撃戦の末に2人を拉致したものであった。この事件は「オランダがヒトラー暗殺未遂事件の関与者をかくまった」という証拠になり、1940年5月10日のドイツ軍のオランダ侵攻の際に口実に使われた。

##### 日本における工作
1941年の4月には部下であったヨーゼフ・マイジンガーが、駐日ドイツ大使館付の警察武官兼SD代表として派遣された。彼は着任直後、日本の特別高等警察や憲兵隊と連絡を取り合ったが、日本で活動していたソ連のスパイリヒャルト・ゾルゲと親密な関係を持っていたマイジンガーは、ゾルゲを「信頼できる」として、憲兵隊や特高に身分保証して尾行を中止させ、彼と頻繁に酒を飲み交わす仲になった。しかし、特高は引き続きゾルゲの尾行や調査を続けており、その結果、ゾルゲ事件が発覚し逮捕に繋がった。

#### 水晶の夜
1938年10月28日にハイドリヒは、第一次世界大戦後にドイツへ移住してきたユダヤ系ポーランド人1万7000人をポーランドへ送り返す追放命令を出した。この命令に基づき、ドイツ警察はポーランド系ユダヤ人を次々とトラックや列車に乗せてポーランドへ移送しようとしたが、ポーランド政府が受け入れを拒否して国境が封鎖された。ユダヤ人たちは国境の無人地帯で家も食料も無い状態で放浪することとなり、窮乏した生活を余儀なくされた。
この中にセンデル・グリンシュパンの一家があった。センデルはパリにいる17歳の息子のヘルシェル・グリュンシュパンに惨状を訴えた。ヘルシェルはこれに激昂してドイツ大使館員エルンスト・フォム・ラートを暗殺して世にユダヤ人の惨状を訴えることを企図した。
ラート暗殺を受けて1938年11月9日から10日にかけてドイツ全土で反ユダヤ主義暴動「水晶の夜」が発生したが、この際にハイドリヒは、暴動の取り締まりを行わぬよう各地の警察署長に次のように命令している。
「（1938年）11月9日から10日かけてドイツ全土でラート書記官殺害にからんで反ユダヤデモが予定されている。次のように処理せよ。
1. ドイツ国民の生命財産に害を及ぼさない方法のみ許可する。たとえば周辺に延焼の恐れがなければシナゴーグを放火しても構わない。
2. ユダヤ人所有の会社・商店およびアパートは破壊してもよいが、物品の略奪は認めない。

警察は本指令の遂行を監督し、掠奪者は逮捕する。」
そのためハイドリヒが水晶の夜の黒幕とする説もある。
ハイドリヒは、この事件の後の1938年11月12日に今後ユダヤ人に黄色い「ダビデの星」を着用させることをヒトラーに提案したが、ヒトラーから却下されている。黄色いダビデの星のドイツ国内での着用義務化は1941年9月1日までなされなかった。
なお黄色いダビデの星は、1939年11月23日にポーランドで実験的に導入された。

#### ホロコースト

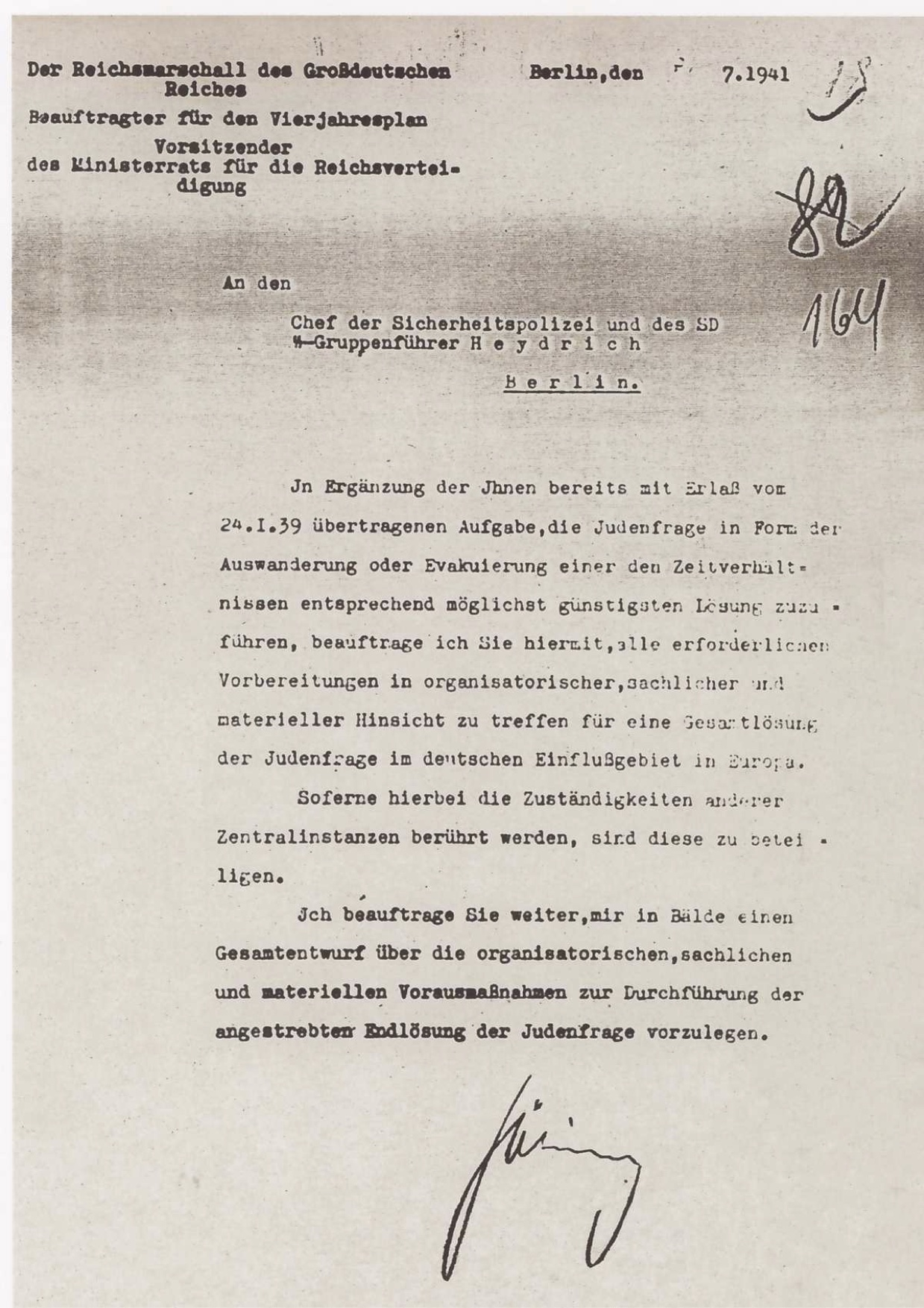
1941年7月31日、ゲーリングからハイドリヒに出された「ユダヤ人問題の最終的解決」を委任する文書。

ハイドリヒは1941年7月31日にゲーリングから「ユダヤ人問題の最終的解決」の委任を受けており、ホロコーストの最高司令官とも言うべき存在であった。
アドルフ・アイヒマン親衛隊中佐の証言によると、上記委任文書も国家保安本部が作成したもので、ゲーリングには署名だけさせたものであるという。
この権限に基づき、ハイドリヒは1942年1月20日にベルリン郊外のヴァンゼーにおいて各省次官を招集して「ヴァンゼー会議」を主宰した。この会議でナチス政権は正式にユダヤ人絶滅を取り決めた。会議の出席者の一人であったアイヒマンは後に「会議では、殺害・根絶・絶滅の方法について話し合われた。方針は決められ、目標が宣言された。最終解決の実行は即時に行うとされたのである。」と証言している。この会議でのユダヤ人絶滅決定に基づいて開始された三大絶滅収容所（ベウジェツ強制収容所、ソビボル強制収容所、トレブリンカ強制収容所）での絶滅作戦は、ハイドリヒの死後に彼を偲んで「ラインハルト作戦」と命名される。ラインハルト作戦に基づいて、ベウジェツでは55万人、ソビボルでは25万人、トレブリンカでは最低73万人が虐殺された。
悪名高い移動殺人部隊「アインザッツグルッペン」を組織したのもハイドリヒであった。アインザッツグルッペンは、オーストリア併合、チェコスロバキア併合、ポーランド侵攻、独ソ戦などドイツが東方に領土を拡大するたびに組織され、ドイツ国防軍の後方で「政治的敵」「パルチザン」とされた共産主義者やユダヤ人、知識人などの掃討を行った。アインザッツグルッペンの指揮官には、ハイドリヒの腹心である国家保安本部の親衛隊将校達が配された。名目上、アインザッツグルッペンの指揮権はドイツ国防軍に属していたが、実質的には国家保安本部長官たるハイドリヒが指揮権を握り、軍がその活動内容を知ろうとすることは許されなかった。1941年12月20日、ハイドリヒはヒトラーにアインザッツグルッペンが36万3211人のユダヤ人を殺害したことを報告している。この後もアインザッツグルッペンの虐殺行為は続き、最終的には総計120万人のユダヤ人が虐殺されたとみられている。

### 空軍パイロット
ハイドリヒは大戦中に空軍パイロットとしても出撃していた。枢軸・連合国を通じてこのような行動に出た高官は極めて珍しい。事の始まりは、1936年に彼が保安警察長官となった際、専用の公用航空機を与えられたことだった。ハイドリヒは航空機の操縦に強い興味を示し、毎日のように執務時間前にパイロットから操縦の仕方を習い、複葉機に乗って急上昇や宙返り、横転の練習をして楽しんでいた。これが高じてベルリン郊外のシュターケンにあったドイツ空軍飛行場などにも出入りして、飛行練習をするようになっていた。
1939年9月1日にポーランド侵攻が開始されると、ハイドリヒはブルーノ・レールツァー空軍少将に頼み込んで自らを第55爆撃機団（KG55）所属の予備役空軍大尉（後に少佐に昇進）にしてもらった。1939年9月12日にポーランド戦線に機銃手として初めて出撃した。しかし彼は機銃手だけでは満足せず、シュターケンの飛行場で戦闘機パイロットとして訓練を受け、戦闘機パイロットの資格を得た。そして1940年4月のノルウェー侵攻では第1飛行隊（JG1）所属のメッサーシュミットBf109のパイロットとして出撃した。またメッサーシュミット Bf110のパイロットとしてイギリスやスコットランドへの偵察にも飛んでいる。
1941年6月に始まる独ソ戦では、単独飛行で赤軍の対空砲火を撃破する活躍をしており、一級鉄十字章を叙勲している。ヒムラーはしばしば「高官が戦闘行為に及ぶ危険」をハイドリヒに説いたが、彼は国家保安本部が軍以外で唯一前線移動が認められていることを盾にして聞きいれようとしなかった。しかし、東部戦線における出撃の際、ベレジナ川の東方で搭乗した戦闘機が被弾し、緊急着陸するという事件があった。彼は赤軍に見つからぬよう洞窟に身を隠し、SDの部隊に救出されて生還している。これを聞いたヒトラーは今度ばかりはハイドリヒに飛行禁止命令を出し、出撃をやめさせた。

### ベーメン・メーレン保護領副総督

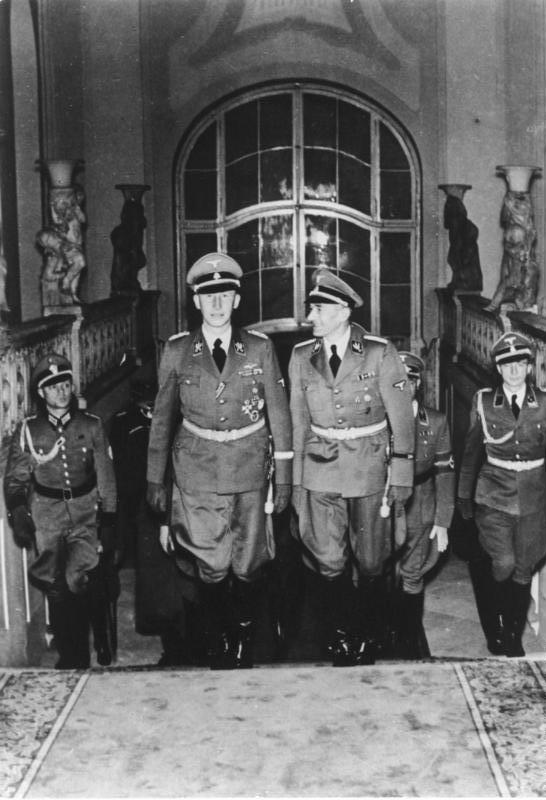
プラハ城に入るハイドリヒ。右は親衛隊及び警察高級指導者カール・ヘルマン・フランク（1941年）

1941年9月23日、ハイドリヒはヒトラーによりベーメン・メーレン保護領副総督に任ぜられた。
ベーメン（ボヘミア）はルール地方と並ぶ当時のドイツの大工業地帯であった。アルベルト・シュペーアによれば、ドイツ軍の戦車の三分の一、軽機関銃の40%はベーメンで生産していたという。
ところが、当時の総督コンスタンティン・フォン・ノイラートは、現地住民に対して融和的な政策を行っていたため、サボタージュや抵抗運動が多発し、同地の兵器生産力が20%近く落ちていた。
このような惨状に業を煮やしたヒトラーは、政治警察を配下に置き手腕を発揮していたハイドリヒを同地に送り込んだ。なおノイラートは、彼の副総督就任をヒトラーから聞かされた際に、総督職の辞任を申し出たが却下されたため、形式的に総督に残留しながら休職処分という形になった。
ヒトラーの期待通り、ハイドリヒは卓抜した行政手腕を発揮した。彼は9月27日にプラハに到着すると同時にチェコ全土に戒厳令を敷き、即決裁判所を設置させた。首相アロイス・エリアーシを見せしめに逮捕して死刑判決を下し（その後、「市民が問題を起こさなかった」というチェコ市民への温情を装う理由で執行が延期にされた）、またゲシュタポに反体制派やヤミ市場の捜査を徹底させ、数週間にして主だった反体制勢力を領内から一掃してしまった。ナチスの法的手続きさえも無視して拘束者を即銃殺するよう命令を出すこともあった。また、公開処刑もしばしば行っている。特にヒムラーがプラハ訪問中だった1941年12月15日に、プラハ聖堂前の広場で大規模で派手な公開処刑を催した。1942年2月4日にはハイドリヒ自身が秘密演説の中で次のように述べた。
繰り返される逮捕と処刑によりやがてハイドリヒは「プラハの虐殺者」の異名をとるようになった。
一方、抵抗運動は概して中産階級のインテリ層から起こるもので、労働者階級からではないことを知っていたハイドリヒは、労働者階級の懐柔策をとった。労働者の食糧配給と年金支給額を増加させ、チェコで初めての雇用保険を創出させた。また、カールスバートのリゾートホテルなどを接収し、労働者の保養地として開放した。ハイドリヒ夫妻は毎日のように労働者の代表団をプラハ城に招待して歓迎し、代表団の陳情によく耳を傾けた。貴族出身のノイラートがブルジョワ層にのみ支柱を求めたことと対照的であった。
飴と鞭を巧みに使い分けるハイドリヒの他民族支配は成功を収め、ベーメン・メーレンは次第に安定に向かった。ヒトラーもこの状況に満足し、続いてフランスおよびベルギー総督に内定させていた。次の任地視察のため、1942年5月6日にハイドリヒはパリを訪問している。もっとも、ハイドリヒ自身はヒムラーを飛び越えて内相の座を狙っていたといわれる。
ハイドリヒはベーメン・メーレンで「人間味ある総督」に見せようと心がけていた。記者に妻リナや幼い子ら（クラウス、ハイダー、ジルケ）などと一緒にいる写真をよく撮らせていた。また一家は重々しいプラハ城に定住せず、郊外にある田舎町パネンスケー・ブジェジャニの屋敷で暮らした。専用車であるコンバーチブルタイプのメルセデス・ベンツ 320Aも常にオープンカーの状態にし、プラハ市民に自分の姿がよく見えるように走らせることが多かった。威圧的にならぬよう護衛車両をつけることもあまりしなかった。ヒムラーはプラハ訪問中にハイドリヒの個人警護が少なすぎると懸念し、警護をもっと増やすよう命じており、またハイドリヒの警護に無頓着な態度を頻繁に戒めていたが、彼は最後まで耳を貸さず、結果的にはこれが命取りとなった。

### 暗殺

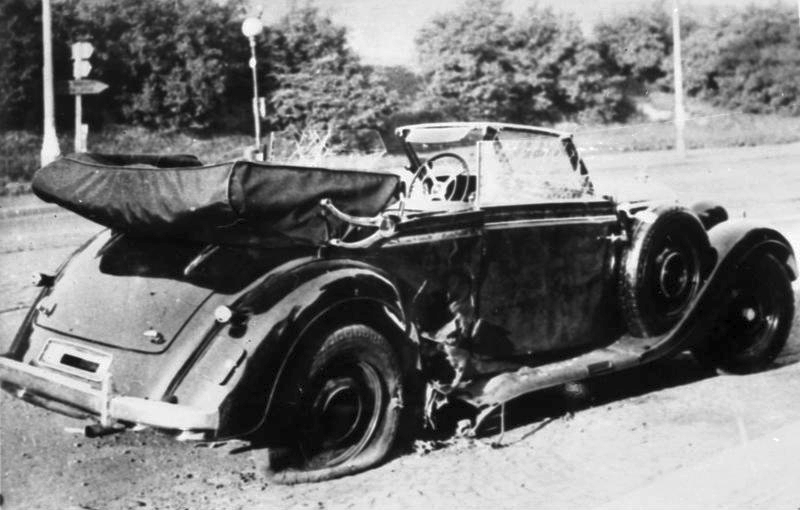
襲撃に遭ったラインハルト・ハイドリヒのメルセデス・ベンツ

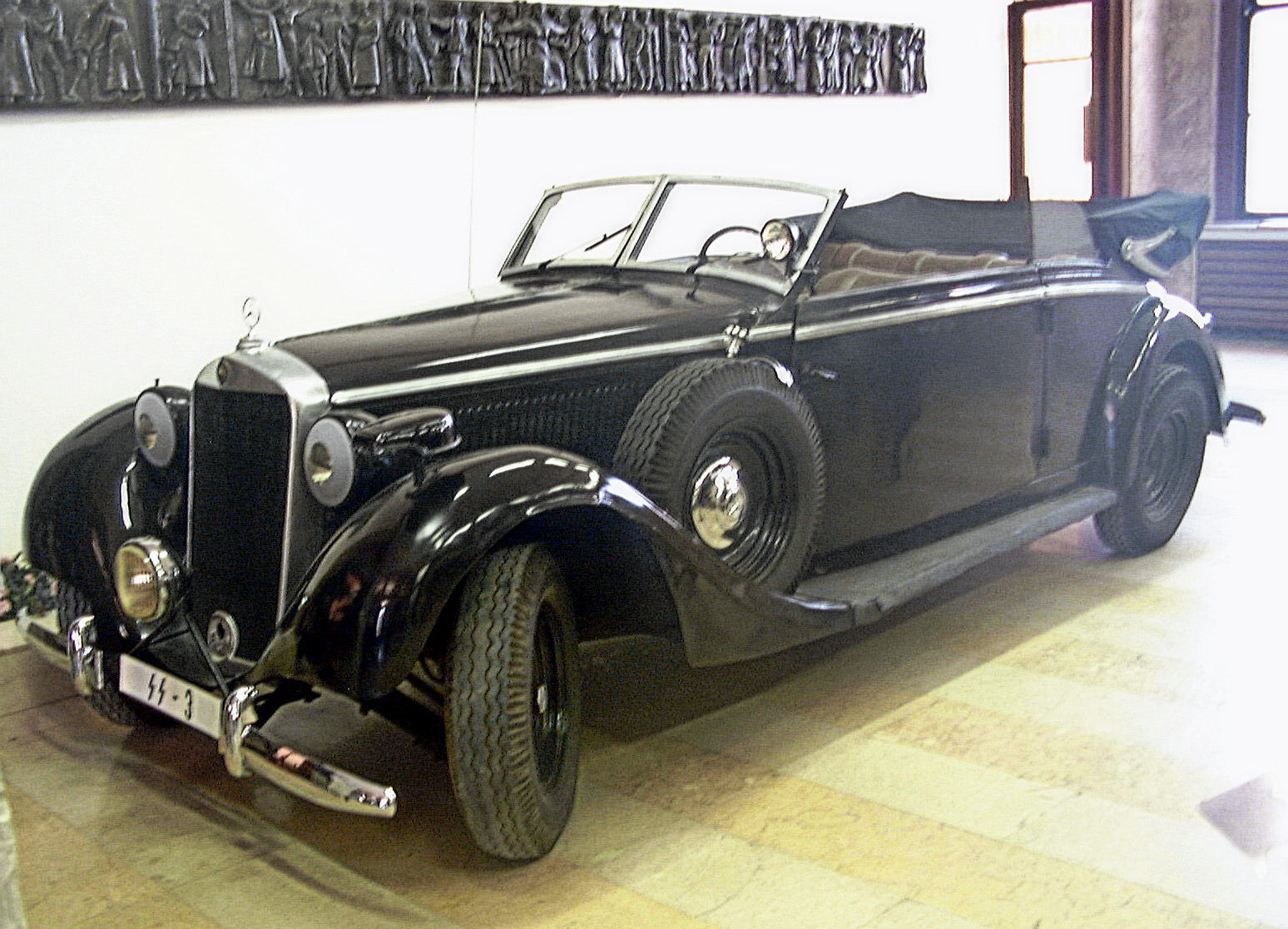
上記を修復したもの（プラハの軍事歴史博物館に展示）

チェコの状況に危機感を抱いていたイギリス首相ウィンストン・チャーチルや、在英チェコスロヴァキア亡命政府は、密かにハイドリヒの暗殺を計画。亡命チェコ軍人からヨーゼフ・ガブツィク曹長、ヤン・クビシュ軍曹ら10人が選抜され、イギリス軍特殊作戦執行部（SOE）から暗殺に必要な訓練を受けた。彼らはイギリス空軍機から降下してチェコ領内に降り立ち、プラハ市内に入った。
1942年5月27日早朝から、トロヤ橋手前のホレショヴィチェ通りにあるカーブの前で、プラハ城へ出勤するハイドリヒの車両を待ち受けた。午前10時半頃、ハイドリヒのメルセデス・ベンツのオープンカー（やはり護衛車両をつけておらず、拳銃を携帯した運転手ヨハネス・クライン親衛隊曹長が同乗しているだけであった）がこのカーブに入り、スピードを落としたところでガブツィクが車両の前に飛び出して隠していたステンガンを出して撃とうとしたが、弾詰まりを起こしてしまった。驚いたハイドリヒはクラインに車を止めるよう命じ、思わず立ち上がった。ガブツィクは逃亡し、クラインがこれを追跡した。ハイドリヒは立ちあがった姿勢のまま一人その場に残されたが、そこにクビシュが改造手榴弾を投げつけた。ハイドリヒは爆発後すぐに車を飛び降りて、クビシュに向かってピストルを乱射して応戦したが、彼もすぐに逃亡していった。
ハイドリヒは無傷に見えたが、実は爆発の影響で腹部と肋骨部に車のスプリングと金具の破片が食い込んでいた。彼はその場で倒れ込み、現場に居合わせた市民達がブロフカ市立病院へと搬送した。病院側は直ちに他の全患者を病棟から追放し、ハイドリヒ専用の緊急治療体制を敷き、現地の外科医師による手術が行なわれた。ハイドリヒが襲撃を受けたという報告を受けたベルリンのヒムラーは、しばらく放心状態になっていたという。その後、彼はカール・ゲプハルト以下親衛隊医師団を連れて自らプラハへ見舞いに赴いた。ハイドリヒの容態は悪くなる一方でヒムラーと最後の面会をしたのち、6月4日午前4時30分頃に死去した。襲撃からおよそ一週間後の死であった。病院は死因を「負傷による感染症」と診断した。
クビシュが投げつけた手榴弾には、イギリス軍が密かに生物兵器として開発していたボツリヌス菌が込められていたという説や、ハイドリヒの権力増大を危惧したヒムラーによって、搬送後の彼にわざと適切な処置を施さず死に至らしめたなどの説があるが、いずれも確証はない。

### 葬儀

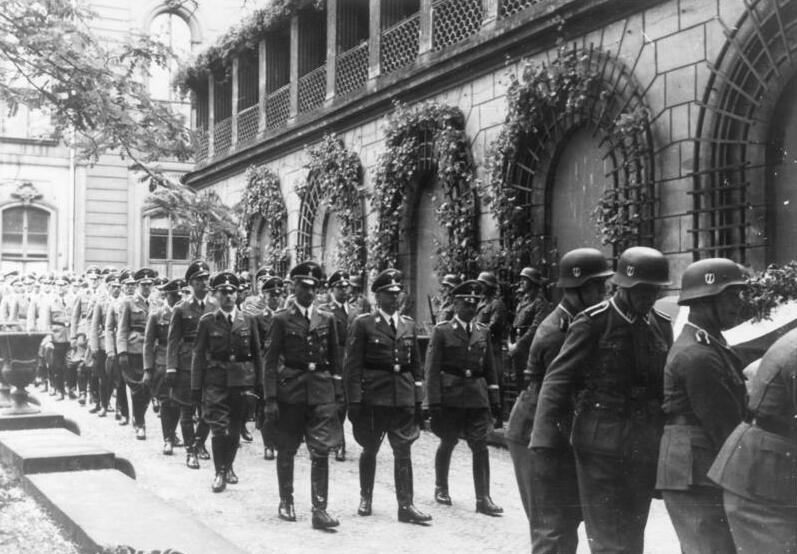
1942年6月9日ベルリン。ハイドリヒの棺を墓地まで運ぶ親衛隊員の葬列

ハイドリヒの遺体は棺に納められてベルリンへと搬送され、6月9日にベルリンにおいてヒトラー出席のもと葬儀が大々的に行われた。棺はナチの鉤十字の旗で包まれ、親衛隊員たちにより厳重に守られていた。ベルリン・フィルハーモニー管弦楽団がワーグナーの「神々の黄昏」から葬送行進曲を演奏した。

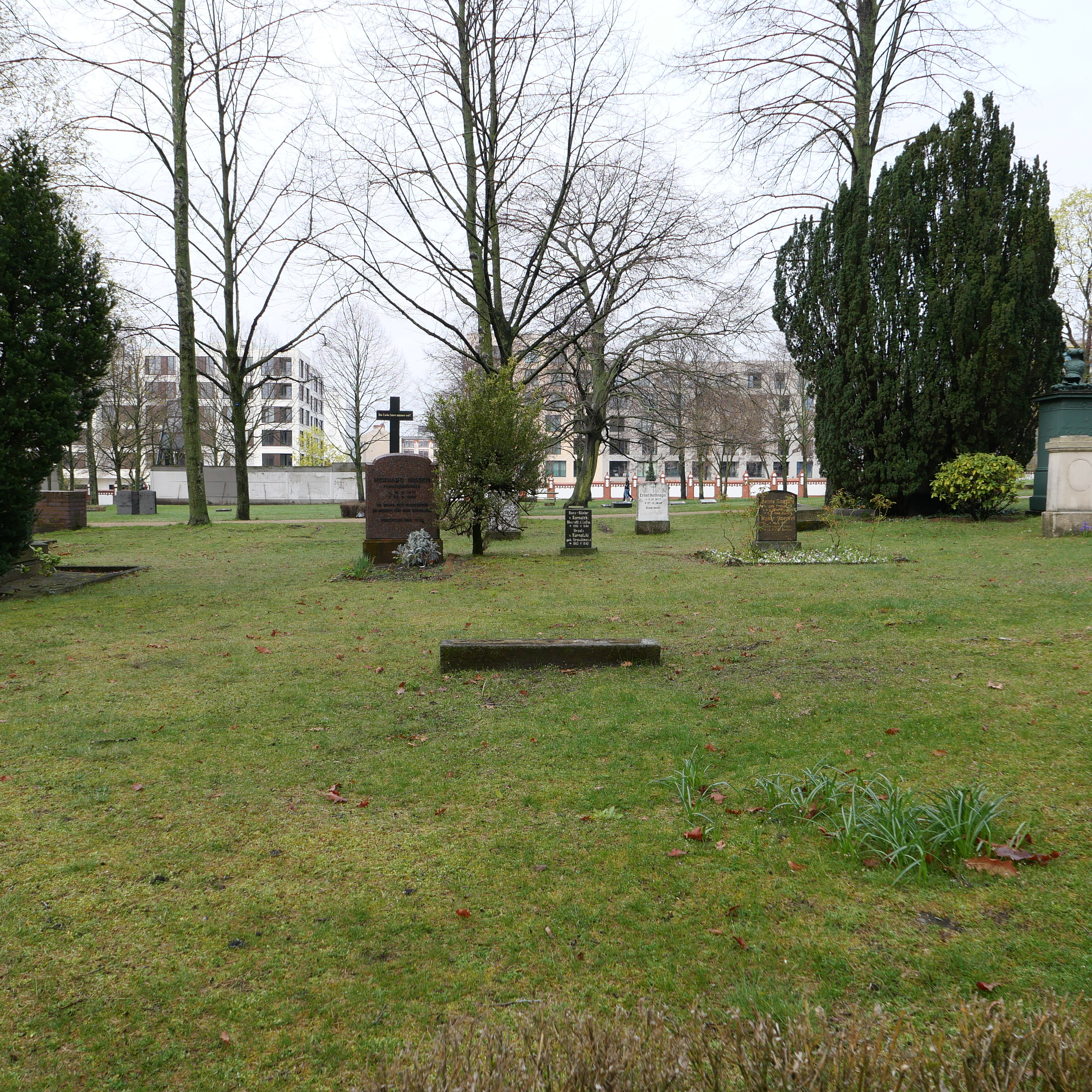
ベルリン病兵墓地にあるハイドリヒの匿名の墓。 正確な場所は、未知の加害者が墓を開いた2019年に公に知られるようになった。

この葬儀の中でヒトラーはハイドリヒを「鋼鉄の心臓を持つ男」と称えている。
ハイドリヒの棺は親衛隊員による大行進とともに運ばれ、総統官邸や国家保安本部を通って軍人墓地（インヴァリデン墓地）まで運ばれ、そこで葬られた。ナチ党の最高勲章であるドイツ勲章と血の勲章が追贈されている。埋葬場所には彼の銅像が付けられたモニュメントが建てられたが、第2次世界大戦後にソ連軍により破壊され、現在は基礎のみが残されている。
イギリスのタイムズ紙は、ハイドリヒの葬儀について「第三帝国の最も危険な男が『ギャング式葬儀』で葬られた」などと報じた。
ハイドリヒの死後、国家保安本部長官の職はヒムラーが兼務し（1943年から親衛隊大将エルンスト・カルテンブルンナー）、ベーメン・メーレン保護領副総督の地位は親衛隊上級大将クルト・ダリューゲが引き継いでいる。

### 死後の報復
一方チェコでは、ハイドリヒの補佐をしていたベーメン・メーレン保護領親衛隊及び警察高級指導者カール・ヘルマン・フランクが、ハイドリヒ襲撃のあった日からチェコ全土に戒厳令を敷き、大々的な捜査と報復に乗り出していた。襲撃からハイドリヒが死亡するまでの間だけですでに157人が射殺されていた。
プラハの保安警察及びSD司令官のホルスト・ベーメは、プラハ近郊にある500人ほどの人口の鉱山労働者集落リディツェ村が「暗殺部隊を匿った」として、この村を報復攻撃の対象とすることをヒトラーに進言した。ヒトラーはこれを認め、1942年6月10日から11日にかけてリディツェ村虐殺が開始された。成年男性村民200人弱はその場で銃殺され、女性村民や子供は強制収容所へ送致された。
ガブツィクら暗殺部隊はプラハにある正教会の教会：聖ツィリル・メトデイ正教大聖堂の地下室に隠れていたが、ゲシュタポは自首してきたカレル・チュルダ（Karel Čurda）（戦後、反逆罪で絞首刑）から協力者の居場所を吐かせ、その協力者を拷問にかけてこの場所を突き止めることに成功した。1942年6月18日朝、ハインツ・パンヴィッツ（Heinz Pannwitz）率いる750人ほどの親衛隊部隊が教会を包囲した。二時間の戦闘の後、ガブツィクら落下傘兵は自決した。教会の司祭や助手らも殺戮された。
さらにレジャーキ村も暗殺部隊を助けていたことが判明し、6月24日にこの村の虐殺が開始された。
その他にもハイドリヒ暗殺の報復や捜査のために大勢の人が拘束され、処刑された。1942年5月28日から9月1日までの間、公式に拘束されたチェコ人だけでも3188人に及び、1357人がプラハとブリュンの即決裁判で死刑判決を受けたのだった。

## 人物

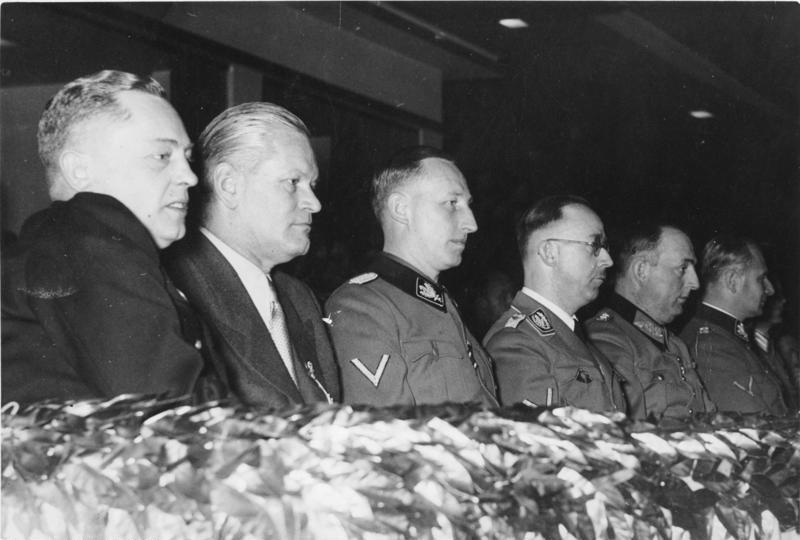
ハイドリヒ（左から三人目）とヒムラー（左から四人目）。1941年2月16日、ベルリンのドイチュラントホール。

- 身長は6フィート3インチ（191cm）とされる[124]。
- ハイドリヒは上官ヒムラーの命令には忠実だったが、陰では彼を「間抜け」と酷評し、個人的な忠誠心は全く持っていなかったとされる。ヒムラーもまた、ハイドリヒの能力と増大する権力を内心恐れつつも彼に頼らざるを得ないという複雑な関係であった。総統であるヒトラーに対しても、他のナチ党高官と異なり決して心酔していたわけではなかったようであり、1941年にバート・クロイツナハでフェンシング仲間に「もしあの老いぼれ（ヒトラー）が何かしくじったら、自分が真っ先に葬ってやる」と口にしたという。彼の同僚は多くが「1944年7月20日までハイドリヒが存命していたなら、おそらく彼は暗殺側に加担していただろう」などと語っている[125]。類まれな頭脳と指導力で、自らの意向を実行に移しつつ、ヒムラーの意向も次々と実行していった。このことが要因で、ゲーリングから「HHhH（Himmlers Hirn heißt Heydrich、「ヒムラーの頭脳、すなわちハイドリヒ」の意）」と嘲られてしまっている[126][127]。
- 金髪碧眼、長身の美形であったが、腰が大きく、外見は完璧というわけではなかった。口調も早口の甲高い声だったので「ツィーゲ（雌ヤギ）」と仇名されることがあった。また、ヒムラーはハイドリヒの陰口をする際に彼の細くて釣り上った目を捉えて「モンゴル人」と呼ぶことがあった[128]。
- スポーツはフェンシングが得意で剣術の腕は確かであった[129]。1928年のアムステルダム五輪ではフェンシングの代表選手に選ばれている[130]。フェンシングの他、乗馬やスキー、飛行機の操縦も得意であった。近代五種競技の選手にもなっており、親衛隊の体育監査官でもあった。そのせいかスポーツ選手には寛大な面もあった。ユダヤ系のスポーツ選手達がドイツ国外へ逃げられるよう手配したりもしている[23]。
- 国際連盟スイス代表カール・ヤーコプ・ブルクハルトの伝聞情報によると、ハイドリヒは二重人格であったという。彼は、「もうひとつの人格」を憎悪しており、自分の家の浴室の前に立ち、自分の姿の写った鏡に向けて銃を撃つことがあったという[131]。これを「ユダヤ人の血が流れる自分」への発砲だ、などと説明づけようとする者もいるが、上記の証言を疑う説も根強い[132]。
- スパイ小説を愛好していたという。そのせいか、ハイドリヒは公式の命令書にも暗号名「C」を使って署名することが多かった[133]。
- 1939年にはSDの資金で「サロン・キティ」という売春宿を設置している。この売春宿には盗聴器が大量に仕掛けられており、要人を招待してベッドの中から情報を収集しようとした。この売春宿はハイドリヒ自身もしばしば利用していたが、その際には盗聴器をすべて切らせていた。外相ヨアヒム・フォン・リッベントロップや、イタリア外相ガレアッツォ・チャーノも常連客であったという。しかし、有用な秘密が聞き出せることはほとんどなく、ハイドリヒは「余りに成果がないので驚いた。秘密はベッドで漏らされるなどという話はただの幻想なのだろう」と述べ、計画を中止させたという[134]。

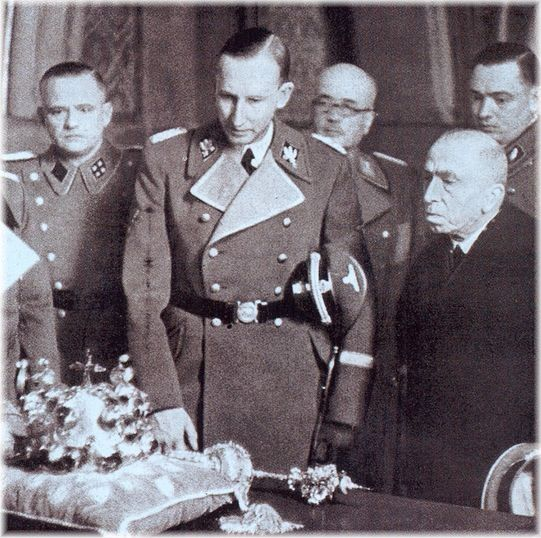
ボヘミア王の王冠を見学するハイドリヒとベーメン・メーレン保護領大統領エミール・ハーハ（1941年撮影）

- プラハ城内の聖ヴィート大聖堂に安置されたボヘミア王の王冠には、「真のボヘミア王でない者が被った時には、1年以内にその者に死が訪れる」という言い伝えがあった。ハイドリヒはこの伝説を迷信と取り合わず、戯れに王冠を被ってみせたといわれる[135]。その後、ハイドリヒはチェコの最高権力者となってから9か月ほどで暗殺されている。
- ハイドリヒの写真で眼鏡をかけた写真が1枚確認されている[136]。

## 語録

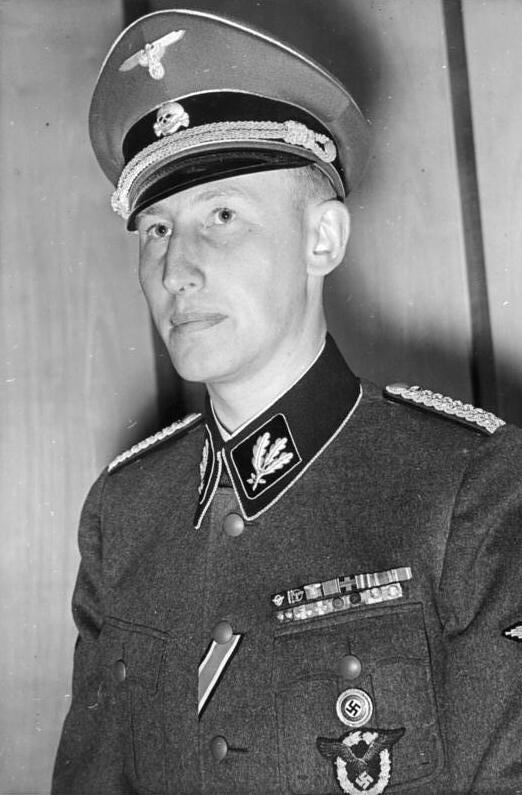
1940年8月28日のラインハルト・ハイドリヒ

### ハイドリヒ自身の発言

#### ゲシュタポ・SDについて
- 「ゲシュタポとは、恐怖と戦慄の混合」[137]
- 「ドイツのために創造し、戦うということ。彼らの原動力はゆるぎない信仰である。彼らの成し遂げたことによって、彼らの価値を測るべし」（ゲシュタポとSDのモットーについて）[138]
- 「余がやらなければならない。他の誰がやっても、自分の利益を図るか、組織を濫用するかしてしまうからだ」（妻リナ・ハイドリヒに語った言葉）[139]

#### ユダヤ人について
- 「反ユダヤ主義とは政治問題ではなく、医学上の問題だ」（妻リナ・ハイドリヒに語った言葉）[140]
- 「一部のドイツ国民は、国家社会主義革命から二年をへた今、早くもユダヤ人に対して無関心になり始めた。しかしユダヤ人の側には永遠に変わることなく追求し続けるしぶとい目的がある。それは世界征服と北方人種の絶滅である」
「我ら国家社会主義者が、客観的・人間的であるがゆえに歴史的使命を達成できなかったとしても情状酌量などされはしない。単にこう言われるだけだ。歴史に対して彼らは使命を全うしなかった、と」
（1935年秋にSS機関紙『ダス・シュヴァルツェ・コーア』にハイドリヒが載せていた「我らの闘いの変遷」と題する連載の文章）[138]
- 「東方ユダヤ人はボルシェヴィズム（ロシア共産主義運動）の貯水池であり、それゆえに総統の意志により絶滅させねばならない」（1941年6月半ば、ザクセン州で。独ソ戦を前にアインザッツグルッペンの指揮官たちに対して）[141][142]。
- 「総統はユダヤ人の物理的抹殺を命じられた」（1941年晩夏、アドルフ・アイヒマンSS中佐に対して）[143]
- 「最終解決とは、1100万人のユダヤ人を処理することであり、それにはイギリスとアイルランドのユダヤ人も含まれる。すべてのユダヤ人の絶滅という目標は、人類の大再編成に他ならない」（1942年1月20日、ヴァンゼー会議において）[144]
- 「最終解決の過程で、ユダヤ人は然るべき監督の下、東部で労働部隊に組み込まれる必要がある。男女別の大規模な労働部隊の中で労働可能なユダヤ人は鉄道建設に振り向けられるが、その大部分は『自然減少』によって欠落していくだろう。最後まで生き残る者は抵抗力の強い人間であるから、彼らに対しては『相応の対応』が必要になる。というのも、こうした自然淘汰の結果を放置すれば、新たなユダヤ人の血を後世に残すことにつながるからである」（1942年1月20日、ヴァンゼー会議において）[145]

#### チェコ統治
- 「私の目指すところはこの地域の軍需経済潜在能力をフルに利用し尽くすことである。妨害しようとするものは、たとえそれがどこから発せられたものであれ、鎮圧するつもりだ」（着任に際してプラハのジャーナリストたちに対して声明）[146]
- 「戦争が続く限り、なんといってもこの地域には静寂が必要だ。チェコ人労働者がこの地の労働力を最大限に動員してドイツ軍の戦績に奉仕するためだ。そのためにははっきりいっていいのならば、チェコ人労働者に餌を与えてやらねばならない。連中がちゃんと働けるように」（着任に際してプラハ城で行政官たちに対して秘密演説）[146]
- 「皆は帝国を見くびって私の誠実な譲歩を弱さだと誤解しているのかね。もしもそんな印象を私が持ったとすれば、どれほど私が我慢強くとも、ためらうことなくこれまで以上の力で抑えつけるつもりだよ」（1942年5月、フランス・パリ訪問のためプラハを発つ際にプラハのジャーナリストに対して）[147]
- 「一体なぜ私のチェコ人が私を撃とうとするというのかね」（アルベルト・シュペーアに対して）[146]

### 人物評
- 「彼（ハイドリヒ）は人を間違いなく嗅ぎ分ける鼻を持っており、敵味方を見分けるあきれるばかりの透視力を持っていた。だから彼の同僚は彼の前で嘘をつくことはおよそ不可能だった」（ハインリヒ・ヒムラー）[32]
- 「ハイドリヒの意見具申によってヒムラーが完全に打ちのめされたように見えることがしばしばあった。ハイドリヒの報告書は人物なり問題なりの記述が簡潔で報告書の名作とでもいうべきものであった。そこには彼が最終的な切り札として使う言い分が盛られており、その結論にはヒムラーは抗う術もなかった」（ヒムラーのマッサージ師フェリックス・ケルステン）[148]
- 「あいつ（ハイドリヒ）はいつも苦しんでいる。心の平安がない。常に何かがあいつの心を乱しているのだ。助けてやろうと思ってよく話をするのだがね。自分の信念に反することなのだが、ドイツの良い血で純化してユダヤ的な要素を克服してはどうかと言ったのだがね。私のこんな助言に彼も大いに感謝はしていたが、結局何にも役に立たなかった」（ヒムラーがケルステンに語った言葉。この言葉からヒムラーはハイドリヒがユダヤ系であると確信していたことが窺える）[132]
- 「ハイドリヒはいつも机の向こう側に座っていた。長身で額が広く、長くて立派な鷲鼻の両脇に小さな目がやけにくっついて並んでおり、動物のように狡猾で鋭い光を放っていた。その指はクモのように長かった。冷酷な精気と極度な権力への渇望とが入り混じったような邪悪な雰囲気がにじみ出ていた。立派な体格は腰幅の広さで台無しになっていた。ひどく女性的であり、それがより彼を悪党らしくみせていた。大男である割には声が高く、話し方は神経質で、ぽつりぽつりと断続的であった」
「この男が隠れた軸となり、それを中心にナチ体制がまわっていた。国家の発展は間接的に彼の強力な個性に導かれていた。彼は他の政治家と比べてもはるかに優秀で巨大なSDを支配するのと同じ要領で他の政治家たちを支配していた。ことのほか野心的な男だった。獰猛な狼の群れの中にいるようにいつも自分が一番のリーダーでなければ気が済まないようだった。何事においても一番で手段は問わず最高でなければならなかった。だましたり、裏切ったり、暴力を使うこともいとわなかった。良心の咎めを感じることなどなく、氷のように冷たい知性の助けを借りて極端に残酷なやり方で不正行為をしていた」（国家保安本部SD対外局長ヴァルター・シェレンベルクの回顧録の文）[129][149]
- 「幅の狭い青い両目からの眼差しは、いつも冷たく、探るような目つきで、不信感を匂わせ、しばしば不安に駆られてイライラしているようだった。話し方と言えばぶっきらぼうの早口で、それに高圧的な身振りが伴った」[150]（保安警察長官代理ヴェルナー・ベスト）
- 「ハイドリヒはいつも無愛想で、やや神経質で、自負心はなかなかのものだった。ともに仕事をするなかで、彼の地位を強化するのにある程度貢献した者にとっては、彼は素晴らしい上司だった」（アドルフ・アイヒマン、1959年）[151]
- 「見事なまでの獣」（ヴィルヘルム・カナリス提督）[129]
- 「ラインハルトに友達はいませんでした。自分はハイドリヒの友達だったといえる人は誰もいません。あの人は友達など欲しがりませんでした。自分は誰とも友情を結んではならないと思っていたのです」（妻リナ・ハイドリヒ）[126]
- 「私はラインハルト・ハイドリヒと結婚して10年になりましたが、私が思うに、そのうち7年は、彼は家にいませんでした。職務の他に、休暇の時には彼はパイロットとして戦地に行っていたのですから。そのうえ、長時間の飛行訓練がありましたし、さらにフェンシングもです。毎日、仕事に行く前に最低でも一時間はトレーニングしていました。そして週末にはトーナメントと予備選抜の試合です…」（リナ・ハイドリヒ）[152]
- 「ハイドリヒの作戦は見事だ。ああも散々じらされた後では、チェコの連中もハイドリヒの差し出す物を何でも飲み込んでしまう。ハイドリヒは大向うを唸らす政策を次々に実行した。なかでも第一に挙げられるのはヤミ取引のほぼ完全な制圧だ。ハイドリヒが強調するようにスラブ人という奴らはゲルマン民族と同じやり方では教育できない。連中を力でくじき、絶えず屈服させねばならない。今のところハイドリヒはこの二番目の方法をとって、しかも成功している」（ヨーゼフ・ゲッベルス、1942年2月15日の日記）[114]
- 「重傷を負ったハイドリヒが死んだことを深い衝撃とともに知った。ハイドリヒの死はかけがえのない損失だ。彼は最も急進的で有能な闘士として国家の敵と戦った。彼を殺した連中は、国家社会主義の事業に最も深刻な一撃を間違いなく加えた」（ヨーゼフ・ゲッベルス、1942年6月5日の日記）[153]
- 「ここに死せる男に捧げるべき言葉を、私は僅かしか知らぬ。最も優れた国家社会主義者、ドイツ国家の思念のもっとも強力なる擁護者、国家のあらゆる敵に対する最も手ごわい対抗者、彼はそのすべてに数えられた。そして国家の維持と安定のために殉教者として倒れたのだ」（アドルフ・ヒトラー、1942年6月9日。ハイドリヒの国葬においての演説）[153]
- 「装甲のないオープンカーで走ったり、ボディーガードも付けずにプラハの通りを歩いたり、そのような英雄気取りはナンセンスであり、国家のためにならない。全くその必然性がないのに、ハイドリヒのようにかけがえのない人物が危険に身をさらすなど愚かであるか、恐ろしく鈍感であるかのどちらかである」（非公式の場でハイドリヒへの怒りをあらわにしたヒトラーの言葉）[154]
- 「やれやれ。あの雌豚もついにくたばったか」（ハイドリヒの暗殺を聞いたLAH司令官ヨーゼフ・ディートリヒの言葉）[155]
- 「ナチ支配がもっと長く続いていたとしたら、ラインハルト・ハイドリヒが（ヒトラーの）後継者になっていただろう。疑問の余地なく。ハイドリヒは、まさにヒトラーが欲しがっていたタイプそのものだった。冷酷の化身だった」（ジャーナリスト、作家ラルフ・ジョルダーノ）[156]

## 家族

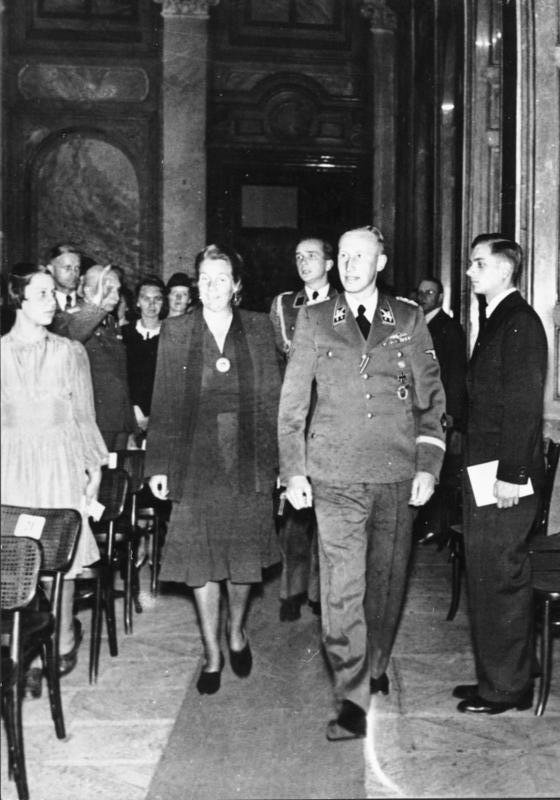
ハイドリヒ（右）と妻リナ（左）。

ハイドリヒの妻リナは、夫と同様ブロンドの髪を持った「北方人種」的な人種的特徴を備えた女性で、フェーマルン島の小学校の校長ユルゲン・フォン・オステン（Jürgen von Osten）とその妻マチルダ・フォン・オステン（Mathilde von Osten）の娘であった。フォン・オステン家は、ホルシュタインに土地を持つ困窮した没落貴族の家柄だった。
リナの証言によると、ハイドリヒとリナは、1930年12月6日にキールでのボート部のダンス会で知り合ったという。当時リナは、キールの教師訓練学校で学ぶ19歳の女学生であった。リナは友人数名とこのダンス会に出席していたが、男性出席者が少なすぎてリナ達はダンス相手が見つからないでいた。そこへ2人の海軍将校がやってきてリナ達が誘われた。1人は黒髪で背の低い男で、もう1人はブロンドの長身だった。策略のようなわざとらしい組み合わせであったが、リナは特に気にしなかったようである。黒髪の方は「フォン・マンシュタインです」と名乗り、ブロンドの方は「ハイドリヒ。ラインハルト・ハイドリヒです」と名乗った。ダンスの後、リナはハイドリヒにエスコートされて教師訓練学校の寮へ戻った。二人は次のデートの約束をして別れた。以後、4回デートを重ね、4回目のデートでハイドリヒがリナに「妻になってほしい」と求婚した。リナはハイドリヒが自分の父親とまだ会っていないので時期尚早だと答えたが、ハイドリヒは、「私は君の父親と結婚したいわけではない。君と結婚したいと言っているんだ」と述べて今すぐの回答を求めた。リナは結局プロポーズを受けることにした。
以上の記述以外にも、別の資料によると1930年夏にハイドリヒが友人とキール郊外でカヌー遊びをしていた際、リナを乗せたカヌーが転覆し、ハイドリヒ達が飛び込んで救出し、これをきっかけに二人は交際を始めたとある。
1930年12月24日にハイドリヒとリナは、フェーマルン島のリナの実家を訪れ、父親ユルゲンの許可を得て正式に婚約した。リナの一家は国粋主義的かつ強い反ユダヤ主義の家風で、リナも兄ユルゲンもナチ党の党員であった。
しかし、リナと婚約したにもかかわらず、この後ハイドリヒは女性問題を引き起こし、1931年5月に海軍を除隊させられた。しかしこの件は二人の間に問題を残さなかったようである。リナもこの件については曖昧な証言しか残しておらず、事情をよく知らなかったとみられる。しかし、この件で二人の挙式は延期された。
ハイドリヒがナチ党に再就職した後の1931年12月24日に、二人はナチ党員の牧師がいるプロテスタントの教会で挙式した。この件で熱心なカトリックだった母エリーザベトと疎遠になったが、ハイドリヒは母への仕送りは続けている。
ハイドリヒとリナは四人の子供を儲けた。長男ラインハルト・クラウスは1933年6月17日、次男ハイデルは1934年12月28日、長女ジルケは1939年4月9日、次女マルテは1942年7月23日（ハイドリヒの死後）にそれぞれ生まれている。クラウスは1943年10月24日に交通事故により夭折した。ハイデルは9歳になってもヒトラー・ユーゲントに加入しなかったが、これはリナの手まわしで、息子が徴兵されるのを避ける意図があったと言われている。
ハイドリヒの浮気癖はリナも知っており、ベーメン・メーレン保護領副総督に任じられた直後のハイドリヒがベルリンへの影響力を喪失しないようにベルリンからベーメン・メーレン保護領へ毎日通う生活をしようとした時にはリナは大反対し、一家でチェコに定住することを求めた。リナは夫がベルリンでさらに浮気をすることを恐れていたという。一方、リナもハイドリヒの部下であるヴァルター・シェレンベルクと浮気していたとされる。シェレンベルクによると、嫉妬に狂ったハイドリヒに毒を飲まされ、解毒剤と引き換えにリナとの関係を詰問されたという。しかし、この一件以降ハイドリヒはリナを重んじるようになり、1939年に長女ジルケが生まれた頃には夫婦円満が戻っていたという。
リナは、ヒムラー夫人マルガレーテと不仲であった。マルガレーテのことを「50番サイズの長ローズ」と陰口して馬鹿にしていた。ヒムラーはハイドリヒにリナとの離婚を勧めたことがあるが、これはマルガレーテの仕業であった。
ハイドリヒの弟ハインツ・ハイドリヒは、兵隊向けの新聞『ディー・パンツァーファウスト（Die Panzerfaust）』を発行する出版社を経営するジャーナリストであった。しかし、彼は1944年11月19日夜に東プロイセンにある所有の印刷所へ向かう特別列車の中で拳銃自殺をしている。ハインツの息子の証言によると、ハイドリヒの葬儀の後、ゲシュタポ本部に兄が遺した書類が入った小包を受け取り、ハイドリヒがユダヤ人絶滅政策を主導していることを知り、これに大きなショックを受けたと見られる。以降、ハインツは出版業務の陰でユダヤ人達に偽装身分証を発行し、デンマーク経由でスウェーデンへ逃れられるよう取り計らうようになった。ハインツが救出したユダヤ人の数は少なくなく、俳優カール・ヨーン（Karl John）の妻もその一人であった。しかし、1944年11月に『ディー・パンツァーファウスト』の編集員達は、州政府から調査を受けた。ハインツは偽造身分証発行のことが政府に露見したと思い、ゲシュタポの捜査の手が家族にも及ぶことを恐れて自殺した。しかし、実は州政府側はハインツの行為をまったく把握しておらず、捜査に来たのは『ディー・パンツァーファウスト』が新聞の発行を減らしていることの理由を捜査するためであった。
リナと子供たちは、ハイドリヒの死後もパネンスケー・ブレツァニーで暮らしていたが、ドイツ軍の後退により、1945年3月にここを離れ、テーゲルンゼー（Tegernsee）のカール・ヴォルフ親衛隊大将の別居中の妻の家に身を寄せた。この家がアメリカ軍に接収されたのち、身分証を偽装して「リナ・フンガー（Lina Hunger）」の名前でミュンヘン、アウクスブルク（Augsburg）、シュトゥットガルトなどを転々とし、9月7日にはイギリス軍の軍政下におかれていたフェーマルン島の父親のところへ戻っていった。1947年には、チェコスロバキアがリナに対する裁判を行い、終身刑判決を下したが、終始欠席裁判であり、彼女がチェコに戻ることはなかった。1953年からは、未亡人年金をめぐる訴訟を戦い、52,798マルクの年金を受給することになった。しかし1960年、ベルリンの「非ナチ化審査機関」は、ハイドリヒの遺品のうち、ドイツ帝国銀行の複数の口座の財産について没収した。リューベックの検察庁は、リナの殺人教唆と幇助に関する捜査を進めていたが、これは1964年に打ち切られている。
リナは1954年からフェーマルン島でホテルの経営者をしていた。1965年から1969年にかけてフィンランドの画家・劇場監督のマウノ・マンニネン（Mauno Manninen）と再婚し、「ハイドリヒ未亡人」の名前を捨てることになった。
リナは、頻繁に雑誌や新聞から取材を受け、ハイドリヒとのことを尋ねられたが、一貫して彼を擁護したほか、ユダヤ人絶滅政策の存在を否定し、ヒトラーやナチスも高く評価するなどの態度を生涯崩さなかった。1985年8月14日にフェーマルン島の自宅で74歳で死去した。
ハイドリヒの子供たちは、フェーマルン島の学校へ通ったが、父親のことで他の子供たちからいじめを受けた。次男ハイデルは、バイエルン州ミュンヘンで暮らし、コンピュータの専門家となり、航空会社ドルニエの取締役を務めた。長女ジルケはヨハニスベルク（Johannisberg）の農場主と結婚して5人の子供を儲け、長男には父と同じ「ラインハルト」と名付けている。次女マルテも結婚し、ファッションショップを経営した。

## キャリア

### 海軍の階級
- 1922年3月30日、伍長級士官候補生（Seekadett）
- 1924年4月1日、軍曹級士官候補生（Fähnrich zur See）
- 1926年、曹長級士官候補生（Oberfähnrich zur See）
- 1926年10月1日、少尉（Leutnant zur See）
- 1928年7月1日、中尉（Oberleutnant zur See）[180]

### 親衛隊階級
- 1931年7月14日、親衛隊少尉（SS-Untersturmführer）[181]
- 1931年8月10日、親衛隊中尉（SS-Obersturmführer）[31]
- 1931年12月1日、親衛隊大尉（SS-Sturmhauptführer）[31]
- 1931年12月25日、親衛隊少佐（SS-Sturmbannführer）[182]
- 1932年7月29日、親衛隊大佐（SS-Standartenführer）[31]
- 1933年3月21日、親衛隊上級大佐（SS-Oberführer）[31]
- 1933年11月9日、親衛隊少将（SS-Brigadeführer） [183]
- 1934年6月30日、親衛隊中将（SS-Gruppenführer）[183]
- 1941年9月24日、親衛隊大将及び警察大将（SS-Obergruppenführer und General der Polizei）[184]

### 空軍の階級
- 1939年、予備役中尉（Oberleutnant der Reserve）
- 1940年、予備役大尉（Hauptmann der Reserve）
- 1941年、予備役少佐（Major der Reserve）[180]

### 受章
- 1933年12月24日、親衛隊名誉リング [185]
- 1934年2月、古参闘士名誉章[185]
- 1935年12月16日、冬至祭燭台（英語版）[185]
- 1936年、1級オリンピック勲章（ドイツ語版）[185]
- 1938年頃、1938年3月13日記念メダル[185]
- 1939年頃、1938年10月1日記念メダル[185]
- 1939年 1938年10月1日記念メダルプラハ章[185]
- 1939年、1939年3月22日メーメル返還記念メダル[185]
- 1939年、1級ダンツィヒ十字章[185]
- 1939年1月30日、黄金ナチ党員バッジ[185]
- 1939年？パイロット章[185]
- 1930年代、1級ドイツ赤十字勲章（ドイツ語版）[185]
- 1930年代、ドイツ国体育同盟乗馬章（ドイツ語版）[185]
- 1930年代、ドイツ国スポーツ章銀章（ドイツ語版）[185]
- 1930年代、突撃隊スポーツ章金章（ドイツ語版）[185]
- 1930年代、親衛隊全国指導者名誉長剣[185]
- 鉄十字章
  - 1940年5月、二級鉄十字章[185]
  - 1941年7月、一級鉄十字章[185]
- 1941年 パイロット兼観測員章ダイヤモンド付金章[185]
- 空軍前線飛行章
  - 1941年、昼間戦闘機章銅章[185]
  - 1941年7月、昼間戦闘機章銀章[185]
- 1942年5月9日 戦傷章金章（追贈）[185]
- 1942年6月9日、血の勲章（追贈）[185]
- ドイツ勲章（追贈）（Deutscher Orden）[186]

#### 外国勲章
- イタリア王冠勲章（イタリア語版）（イタリア王国勲章）
  - 1937年4月20日、大将校章[185]
  - 1938年10月18日、騎士大十字章[185]
- 聖マウリッツィオ・ラザロ勲章（イタリア王国勲章）
  - 1937年9月29日、将校章[185]
  - 1938年10月18日、大将校章[185]
- 1930年代、サヴォイア軍事勲章騎士大十字章[185]
- 1938年10月18日、1級聖サヴァ勲章（ユーゴスラビア王国勲章）[185]
- 旭日章（日本勲章）
  - （1937年11月8日）、勲二等旭日重光章[187][188]
  - 1940年代、勲一等旭日大綬章[188]
- 授与年不明、2級戦功勲章（ハンガリー勲章）[185]

## その他

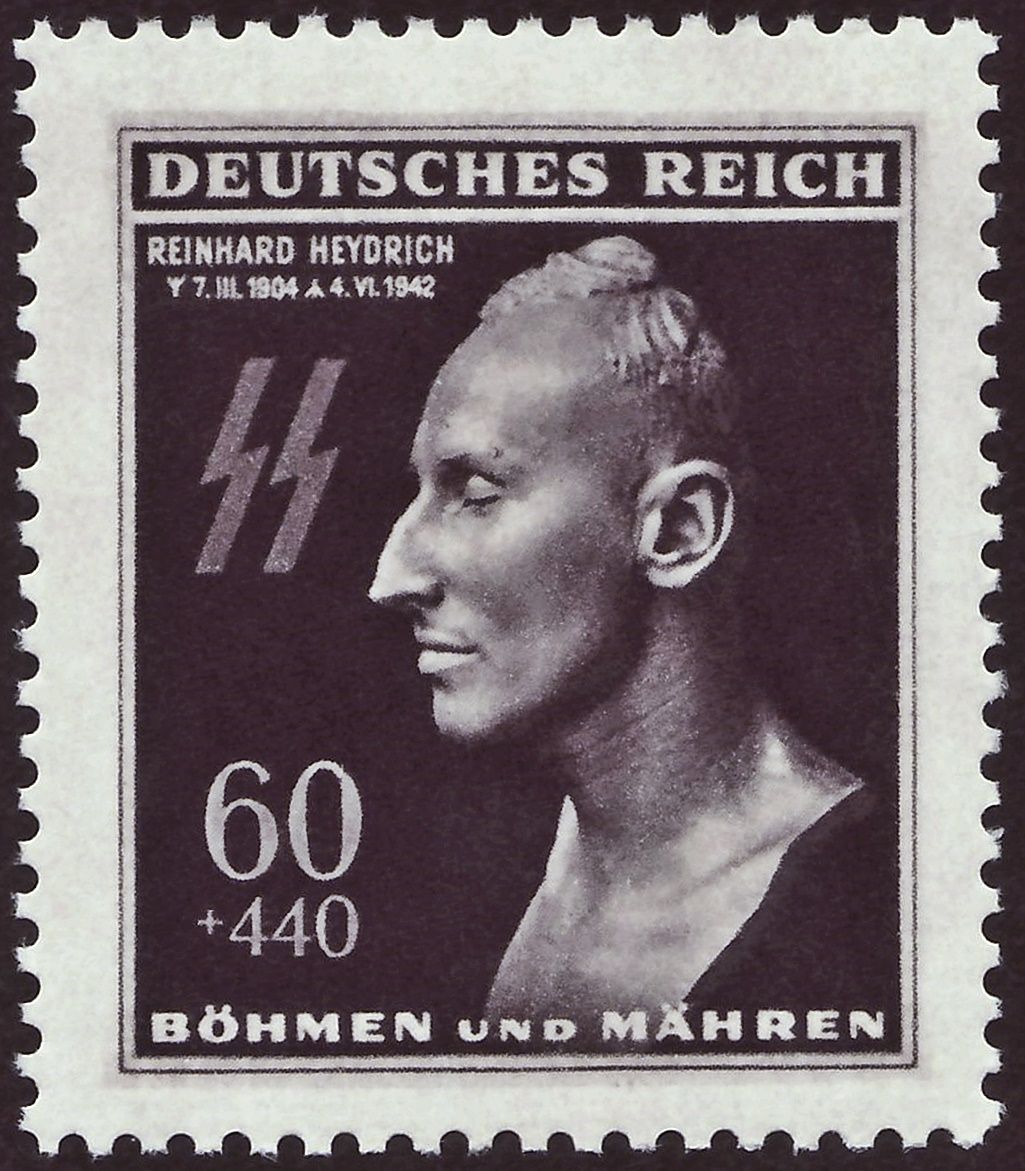
ハイドリヒ記念切手

- 第6SS山岳師団「ノルト」に属していた第11SS山岳猟兵連隊の部隊名は1943年10月22日付けで「ラインハルト・ハイドリヒ」と改称されている[189]。
- スラッシュメタルバンド・スレイヤーのアルバム「Divine Intervention」にハイドリヒについて歌った「SS-3」という曲が収録されている。タイトル名はハイドリヒが暗殺時に乗車していたオープンカーのナンバープレートに由来する。なお「SS-1」は親衛隊全国指導者であるハインリヒ・ヒムラーの乗用車のそれである。
- ナチスは、ハイドリヒ死亡の1年後、彼のデスマスクをデザインした記念切手を発行した。ナチスの要人で切手になったのはハイドリヒだけだという。
- 有能な野心家であったことから、歴史改編小説ではヒムラーに代わる親衛隊全国指導者などに昇進している作品が多い。『ファーザーランド』や『高い城の男』には親衛隊全国指導者として登場する。佐藤大輔の『レッドサン ブラッククロス』ではヒトラー死後にナチス総統に就任している。

### ハイドリヒが登場する作品
小説
- 『HHhH ―プラハ、1942年―』（HHhH） - 2010年出版。ハイドリヒと暗殺犯らを描く。題名の「HHhH」は「ヒムラーの頭脳はハイドリヒと呼ばれる」の略。

映画
- 『死刑執行人もまた死す』（Hangmen also die） - 1943年公開。ハイドリヒ暗殺を扱った映画。ハンス・ハインリヒ・フォン・トヴァルドヴスキーがハイドリヒを演じた[190]。
- 『ヒットラーの狂人』（Hitler’s Madman）- 1943年公開。チェコを舞台にハイドリヒ暗殺とその報復を描いた映画。ジョン・キャラダインがハイドリヒを演じた。
- 『暁の7人』（Operation Daybreak） - 1975年公開。ハイドリヒ暗殺を扱った映画。アントン・ディフリングがハイドリヒを演じた[190]。
- 『謀議』（Conspiracy） - 2001年公開。ヴァンゼー会議を扱った映画。ケネス・ブラナーがハイドリヒを演じた[190]。
- 『ハイドリヒを撃て!「ナチの野獣」暗殺作戦』（Anthropoid） - 2016年公開。ハイドリヒ暗殺を扱った映画。
- 『ナチス第三の男』（The Man with the Iron Heart） - 2017年公開。上記小説『HHhH ―プラハ、1942年―』の映画化作品。ジェイソン・クラークがハイドリヒを演じた。
- 『ヒトラーのための虐殺会議』（Die Wannseekonferenz） - 2022年公開。ヴァンゼー会議を扱った映画。フィリップ・ホフマイヤーがハイドリヒを演じた。

ネット配信ドラマ
- 『The Man in the High Castle』 - 2015年Amazon配信。Ray Prosciaがハイドリヒを演じた。

ゲーム
- 『Dies irae -Also sprach Zarathustra-』 - 2007年発売。メインキャラクターの一人。